# Bois
Pour les articles homonymes, voir Bois (homonymie).

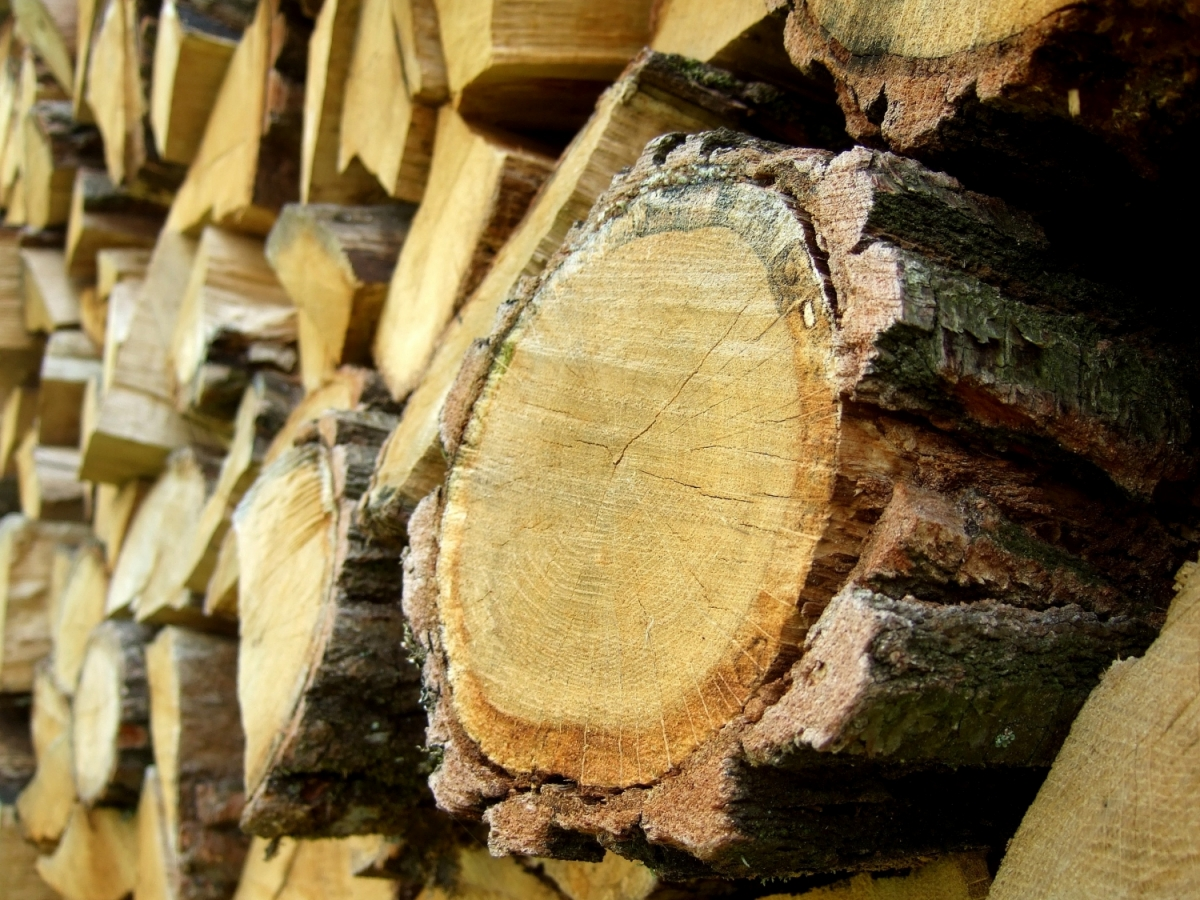
Bûche de chêne.

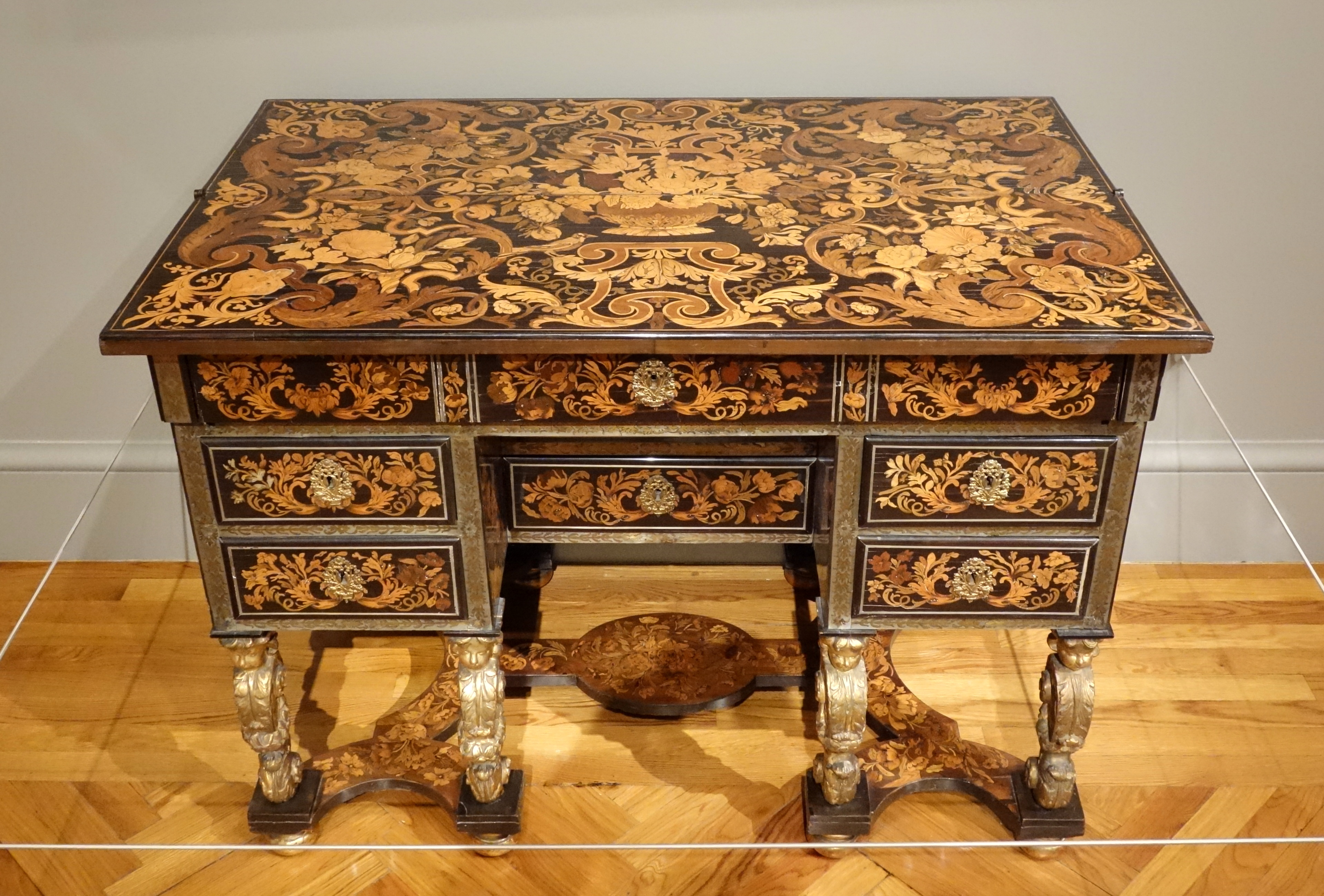
L'ébéniste crée des meubles raffinés en recouvrant leur bois massif de marqueterie composées de bois précieux. (table attribuée à Pierre Gole, XVIIe siècle).

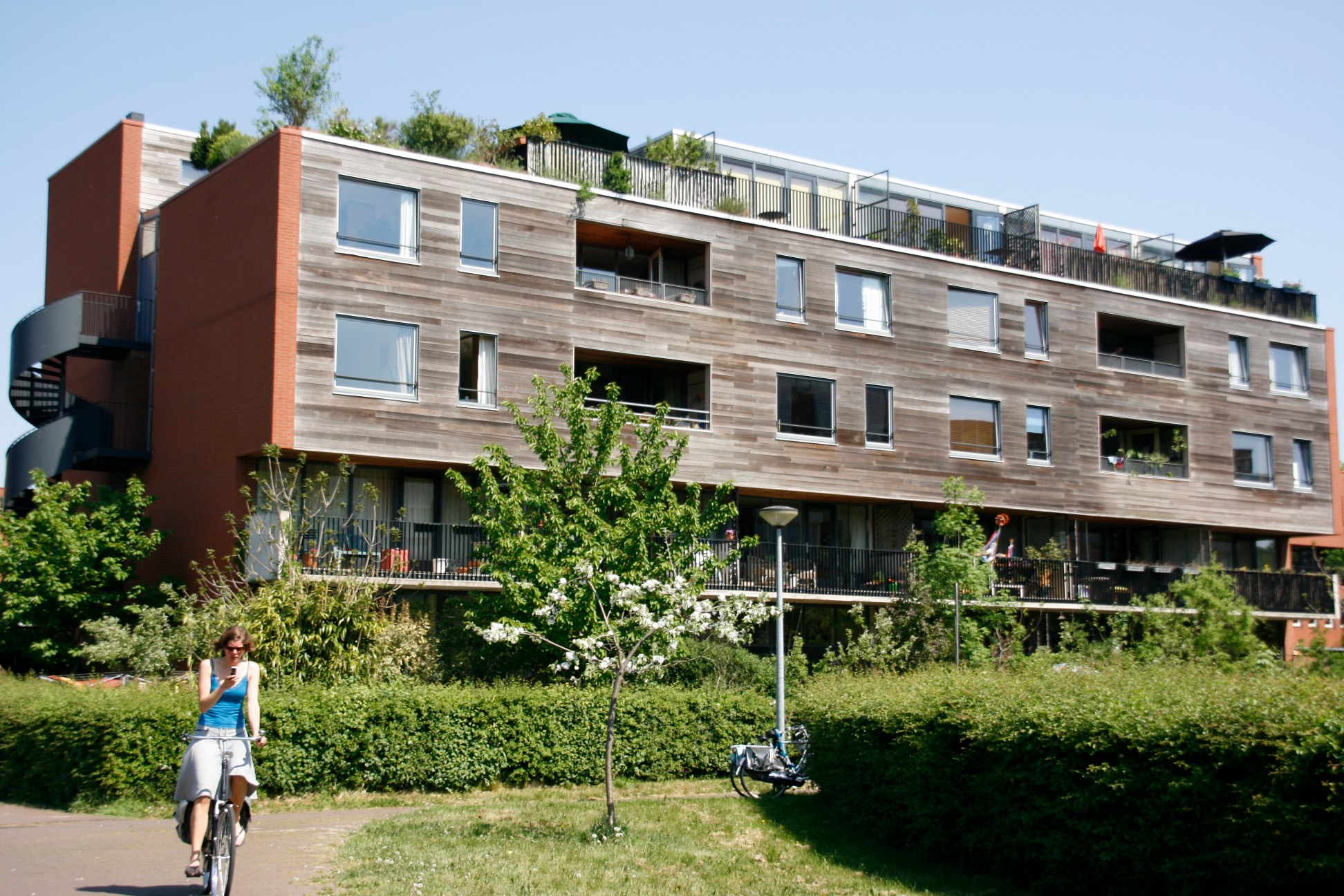
Lambris de bois sur façade d'appartements (banlieue d'Amsterdam).

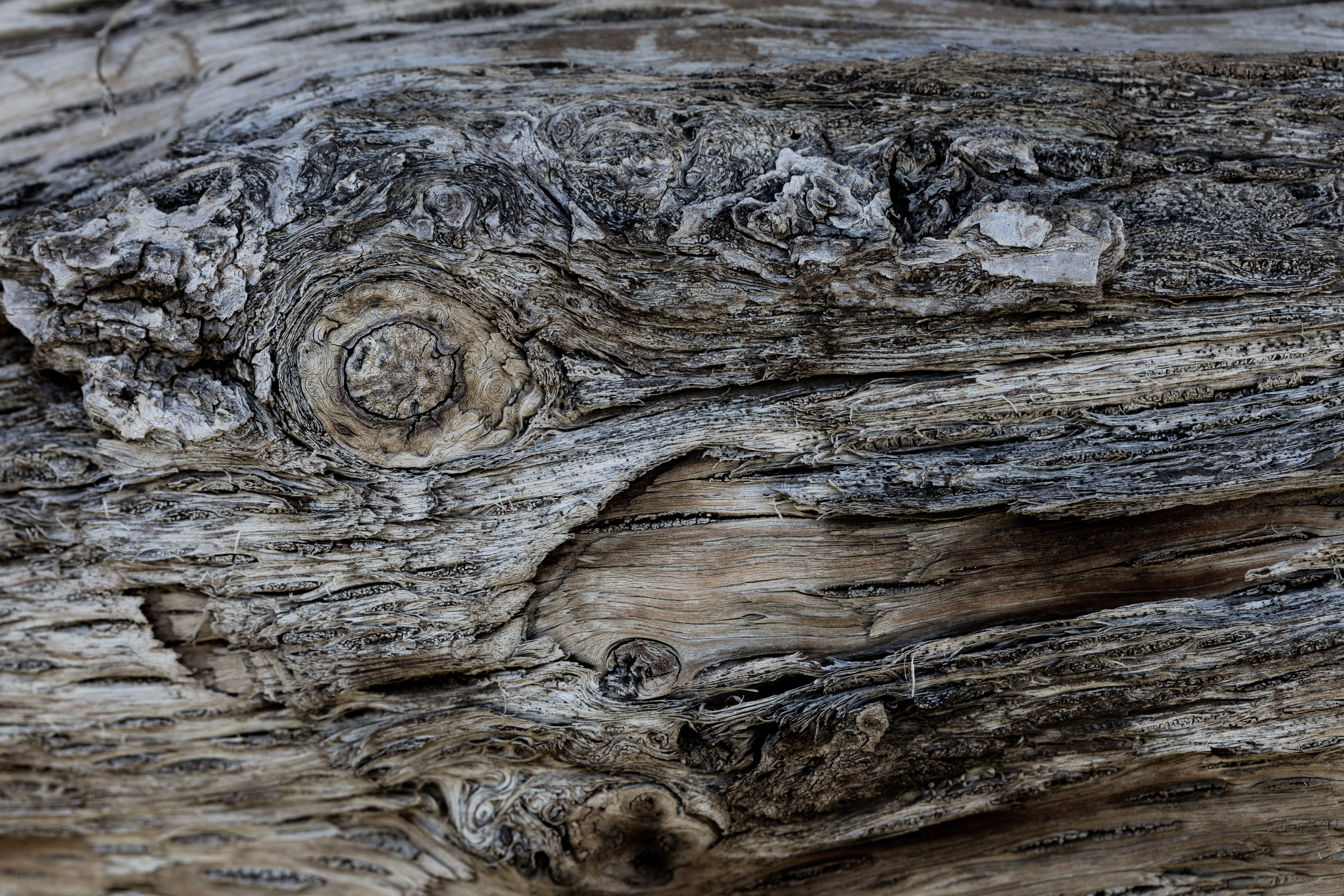
Texture de bois-mort.

Le bois est un matériel naturel d'origine végétale. Il est constitué par un tissu végétal formant la plus grande partie du tronc des plantes ligneuses. Le bois assure, chez la plante, le rôle de conduction de la sève brute des racines jusqu’aux feuilles et le rôle de soutien mécanique de l'arbre ou de l'arbuste. Il sert aussi parfois de tissu de réserve. L'aire scientifique qui étudie et mène des recherches sur le bois et ses nombreux produits est appelée la science du bois.
La norme NF B 50-003 (définissant la nomenclature du bois) le définit comme « un ensemble de tissus résistants secondaires (de soutien, de conduction, et de mise en réserve) qui forment les troncs, branches et racines des plantes ligneuses. Issu du fonctionnement du cambium périphérique, il est situé entre celui-ci et la moelle ».
Il s'agit d'un des matériaux les plus appréciés pour ses propriétés mécaniques, pour son pouvoir calorifique et comme matière première pour la production artistique ainsi que dans de multiples secteurs industriels. Il a de nombreux usages dans le bâtiment et l'industrie (industries papetières, industries chimiques…) et en tant que combustible. Certaines plantes (palmiers, bambous…) produisent des tissus lignifiés mais non issus d'un cambium secondaire : il ne s'agit donc pas de bois.
La discipline qui étudie le bois est la xylologie, une collection d'échantillons de bois s'appelle une xylothèque. On utilise l'adjectif « xyloïde » pour ce qui y ressemble. Le fait de collectionner le bois ou de se passionner pour cette matière s'appelle la xylophilie.

## Paléobotanique

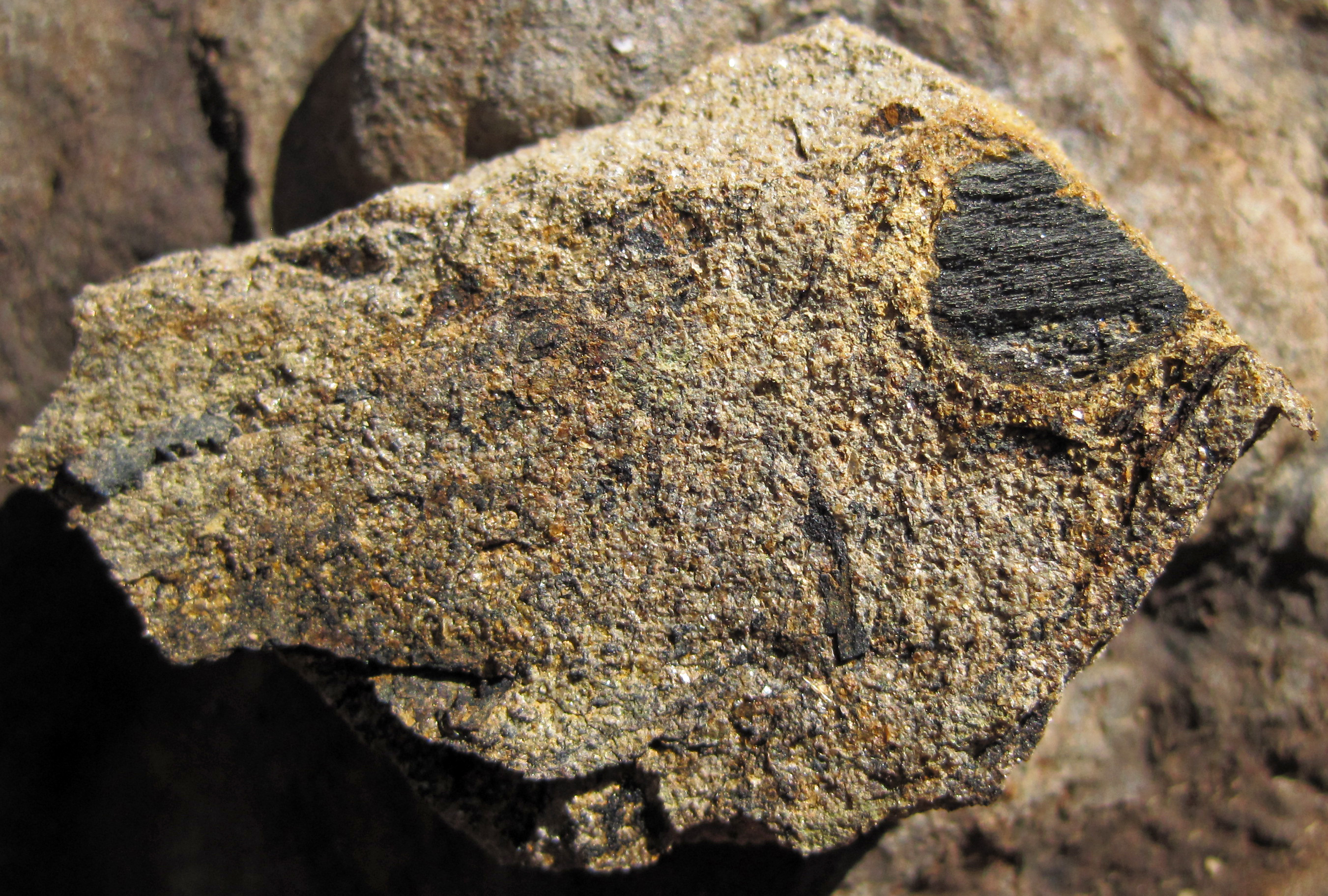
Charbon de bois fossile dans le grès, formation de Pottsville, Pennsylvanien moyen ; affleurement de Symmes Creek, nord du comté de Muskingum, Ohio, États-Unis.

Deux fossiles de plantes vieux de 407 millions d’années, dont les tiges étaient faites de bois, ont été découverts dans la carrière de Châteaupanne (Massif armoricain, Maine-et-Loire). L'importance de cette découverte est double : elle recule de 10 millions d'années la date d'apparition du bois, l'amenant ainsi au début du Dévonien ; et parce que la plante ne mesurait que de 10 à 20 cm de hauteur, elle infirme la théorie jusqu'ici prévalente en prouvant que le bois est apparu avant les feuilles et les graines, et s'est développé à l'origine pour aider la circulation de la sève (liée à la forte diminution de gaz carbonique dans l'atmosphère à cette époque) et non pour soutenir la plante structurellement dans sa croissance comme on le pensait ; cette fonction de support est donc intervenue plus tard dans l'évolution globale des végétaux,,.
La carbonisation (bois carbonisé), l'immersion dans l'eau (bois gorgé d'eau), la minéralisation et fossilisation (bois pétrifié) sont les trois moyens par lesquels un bois va défier les temps historiques voire géologiques.

## Structure

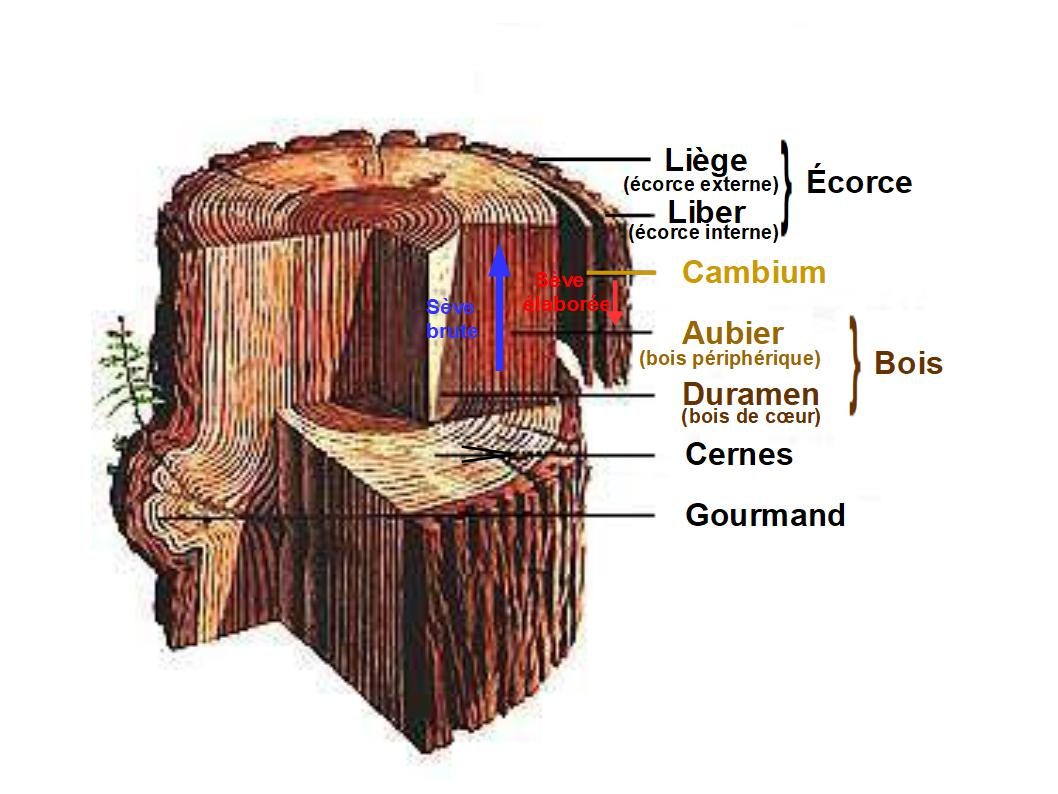
Section du tronc d'un arbre, et différentes structures du bois.

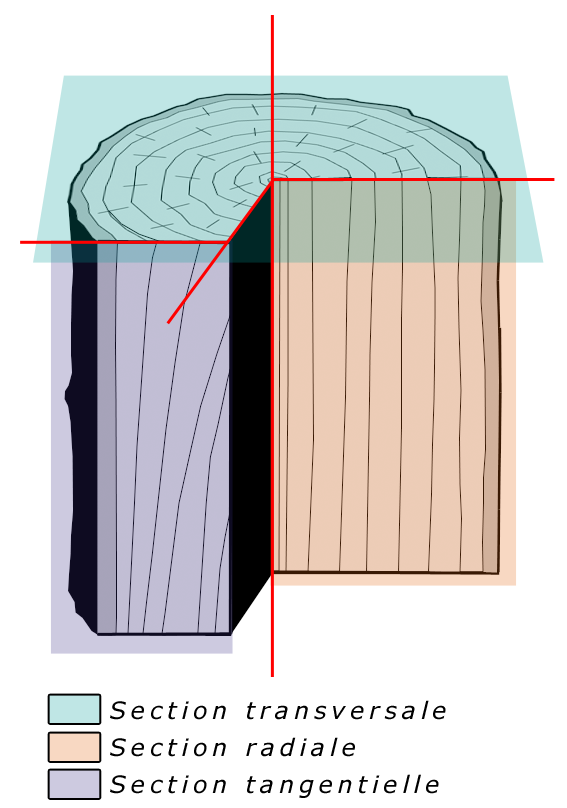
Sections de référence du bois.

La structure se compose d'une section transversale, perpendiculaire au tronc ou à la branche. Le bois est dit « bois de bout » ou « bois debout ». Il y a deux sections longitudinales, dont : la section radiale, longitudinale et parallèle aux rayons. Le bois est dit « bois de fil » ou « bois en fil » ; et la section tangentielle, longitudinale et perpendiculaire aux rayons - également du bois en fil.

### Étude macroscopique

1- La moelle
2- Le duramen
3- L'aubier
4- Le cambium
5- Le liber
6- Le suber.

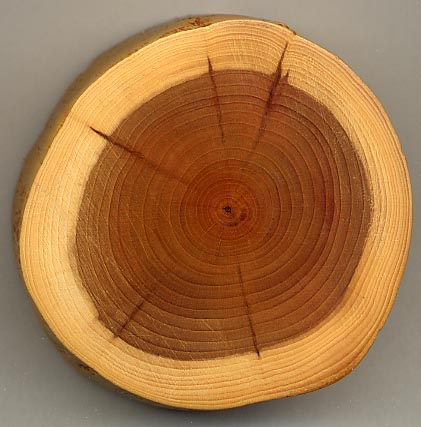
Coupe transversale avec l’aubier clair, et le duramen sombre.

Sur la coupe transversale on observe les différentes couches circulaires du bois qui vont du centre vers la périphérie :
- moelle : partie la plus centrale de l'arbre, est ce qui reste du xylème primaire. Importante dans les jeunes pousses, elle disparaît souvent avec l'âge pour ne laisser qu'un canal de faible section. La moelle est un ensemble de tissus spongieux qui évoluent en vieillissant ;
- bois : xylème secondaire lignifié, composé en régions tempérées de cernes. On distingue deux zones :
  - duramen : masse principale du tronc, formant le « bois parfait ». Formé par les cernes les plus anciens, il est composé de cellules mortes, lignifiées et imprégnées de tanin ou de colorants selon les essences, il se distingue en général de l'aubier par une couleur plus foncée. Ses vaisseaux ne sont plus fonctionnels,
  - aubier : couches concentriques de cellules non encore lignifiées formant un bois encore « imparfait ». Formé par les cernes les plus récents, il y circule les matières nutritives. Les cernes se transforment en duramen après une période de 4 à 20 ans ;
- écorce : partie la plus externe, composée de différentes parties :
  - cambium libéro-ligneux : zone de croissance ou méristème, c'est l'assise génératrice (de quelques cellules d'épaisseur) qui donne naissance au bois du côté interne et au liber (phloème secondaire) du côté extérieur. Le cambium libéro-ligneux produit plus de bois que de liber,
  - liber : partie interne et « vivante » de l'écorce. Le liber comporte un ensemble de vaisseaux dans lesquels circule la sève élaborée. Les cellules du liber meurent lorsqu'elles se différencient : l'écorce s'exfolie, et tombe ou se fend longitudinalement,
  - suber (ou liège) : partie la plus externe ayant un rôle de protection. Celle-ci contient une substance imperméable, la « subérine », qui protège les couches internes.

Entre le liber et le suber, il existe un second méristème : le cambium subéro-phellodermique (ou phellogène), qui produit le phelloderme du côté interne et le suber du côté externe. Cependant, contrairement au cambium libéro-ligneux le cambium subéro-phellodermique produit plus de suber (vers l'extérieur) que de phelloderme (vers l'intérieur). Il sert en effet à compenser l'expansion de la circonférence de l'arbre, et à limiter les fentes créées par cette expansion.
On observe également des structures allant du centre vers la périphérie : les rayons. En observant plus précisément les couches annuelles appelées « cernes », on peut voir qu'ils sont eux-mêmes divisés en deux zones. Le bois de printemps est la première zone formée chaque année ; c'est un bois tendre et riche en vaisseaux. La seconde zone est faite de bois d’été, plus dense et résistant. La différence entre les deux types de bois est plus ou moins visible selon les essences de bois : très visible chez le chêne dont le bois est hétérogène, elle l'est moins pour les arbres dont le bois est homogène comme le hêtre. Ces cernes sont le résultat d'une alternance des saisons, et sont absents chez les bois des arbres intertropicaux qui croissent de manière plus continue.

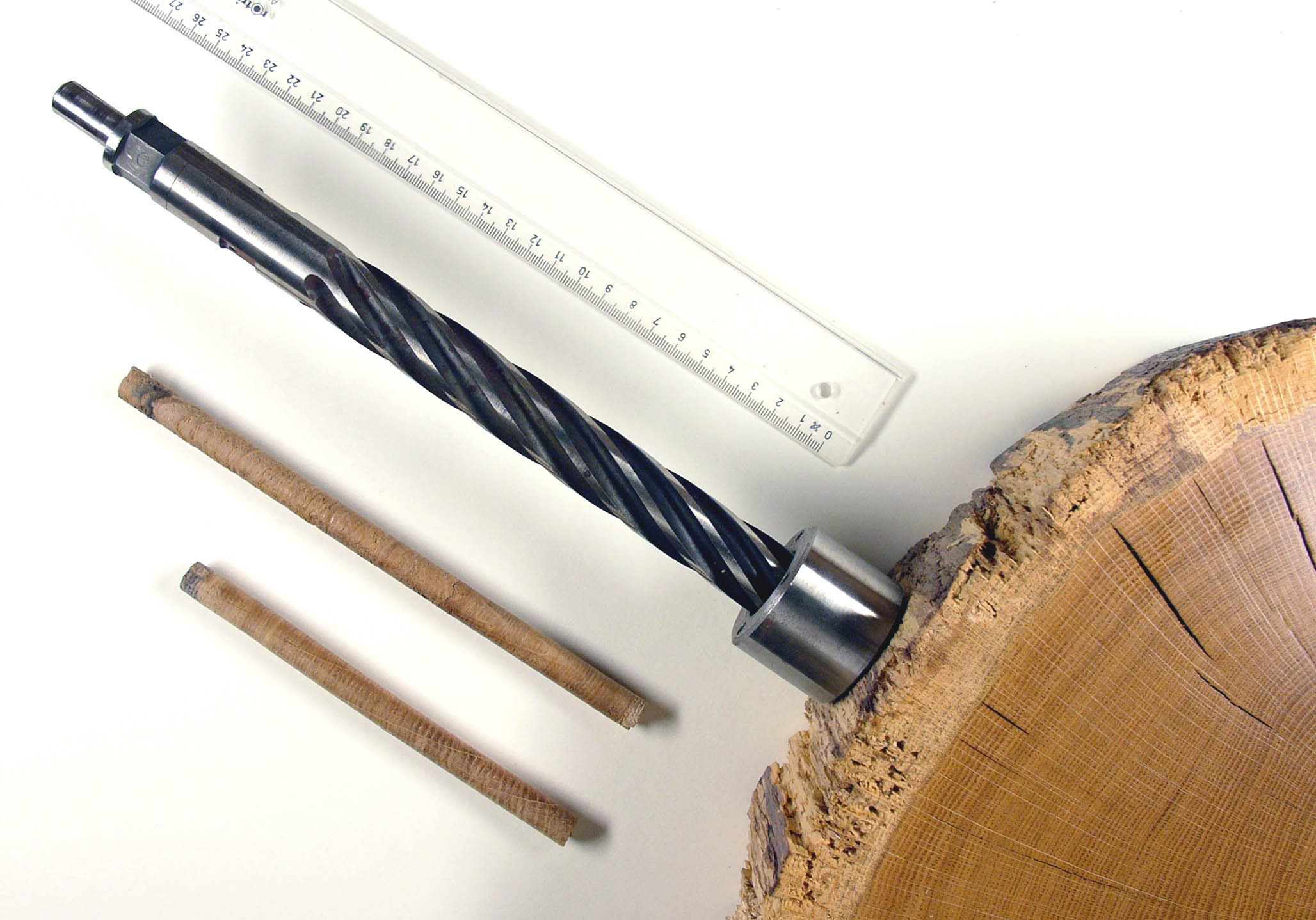
Prélèvement d'échantillons avec un Foret pour des recherches en dendrochronologie

### Étude microscopique

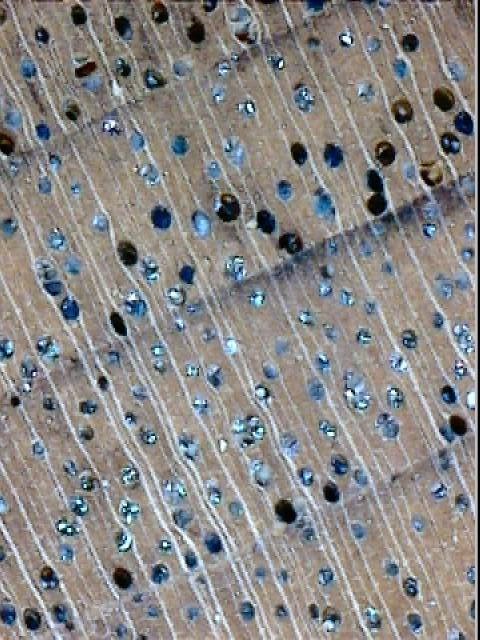
Coupe transversale d'un noyer noir ou noyer d'Amérique (Juglans nigra). On peut voir les vaisseaux, les rayons ligneux (lignes blanches), et les limites entre les cernes.

Le bois est constitué essentiellement de la paroi des cellules végétales.
Il existe deux types de bois, composés de différents types de tissus végétaux :

#### Bois homoxylé
On le trouve chez les gymnospermes (dits résineux) :
- fibres trachéides, ayant à la fois les rôles de soutien et de conduction ;
- rayons médullaires : fibres trachéides et parenchymes horizontaux ;
- parenchyme vertical.

#### Bois hétéroxylé
On le trouve chez les angiospermes (dits feuillus).
Les fonctions de soutien et de conduction sont effectuées par des cellules différentes :
- fibres (librifomes et trachéides) : faisceaux de cellules résistantes, disposées dans le sens axial, qui assurent la rigidité et la résistance mécanique du bois. Il s'agit d'un biocomposite constitué de cellulose, d'hémicellulose et de lignine ;
- vaisseaux conducteurs : formés d'éléments de vaisseaux, cellules creuses qui servent à conduire la sève brute depuis les racines jusqu'aux feuilles ;

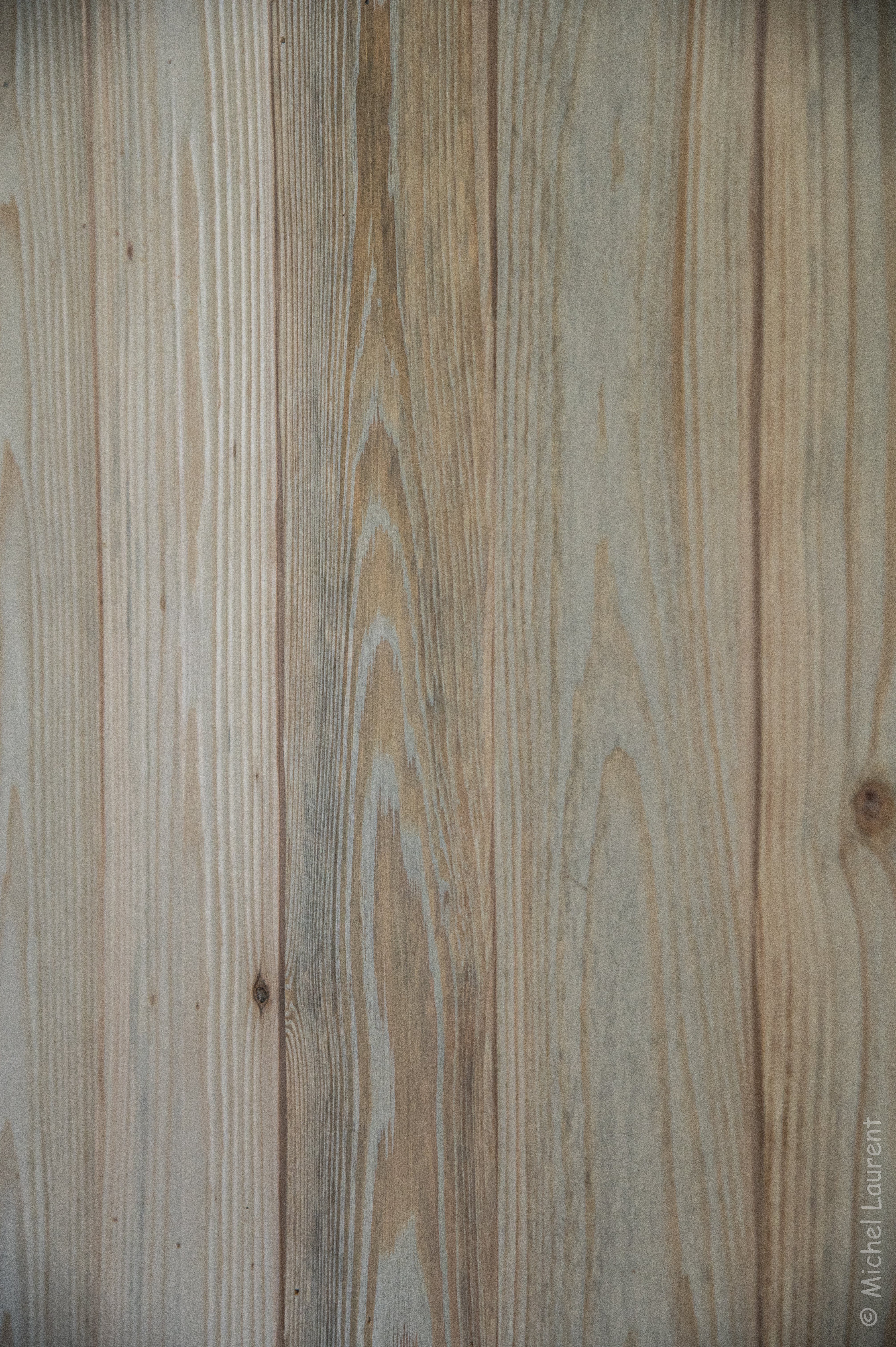
Épicéas scolytés

- Épicéas scolytés parenchyme vertical : des cellules parenchymateuses contribuent au transport des nutriments. Ces parenchymes, associés aux vaisseaux, donnent des motifs particuliers à chaque essence (particulièrement les essences tropicales) sur la coupe transversale (perpendiculaire à l'axe du tronc) ;
- rayons ligneux (ou médullaires) : parenchyme horizontal, constitué de cellules de réserve à parois épaissies et lignifiées, qui accompagnent le tissu vasculaire. Ces cellules participent en outre à la fonction de soutien. Leur orientation est transversale et rayonnante en partant de l'axe longitudinal de l'arbre. La photo de droite montre quelques rayons ligneux qui partent du centre du tronc.

La disposition des tissus, la forme et la taille des cellules, est appelée plan ou rayon ligneux. Celui-ci est caractéristique de chaque essence. Par exemple, il donne ce qu'on appelle « la maillure », qui est l'aspect de la coupe radiale du bois (coupe longitudinale dans le sens du rayon de l'arbre, les rayons ligneux étant observables sous forme de bandes, parfois décoratives). Cette maillure est caractéristique chez le chêne, le hêtre, le platane, le niangon et l'acajou. Les cellules et les fibres sont orientées dans le sens axial, qui détermine le « fil du bois »,

### Dureté du bois
On distingue classiquement les bois tendres, à pousse rapide, des conifères et le bois dur de feuillus comme le chêne ou l'érable. Les macrofibrilles des premiers ont un diamètre moyen de 28 nanomètres contre 17 nm pour le bois dur. Une étude de 2024 met en évidence un bois intermédiaire chez le Tulipier de Virginie avec des macrofibrilles de l'ordre de 22 nm, une caractéristique qui pourrait expliquer sa plus grande capacité à séquestrer le carbone.

### Composition chimique
La composition chimique élémentaire du bois varie suivant les espèces, mais grossièrement le bois est constitué (en masse) d'environ 50 % de carbone, 42 % d'oxygène, 6 % d'hydrogène, 1 % d'azote et 1 % de minéraux (principalement Ca, K, Na, Mg, Fe, Mn). On trouve également du soufre, du chlore, du silicium, du phosphore, et d'autres éléments en faible quantité.
Le bois est constitué principalement de matières organiques (cellulose et lignine) et d'un faible pourcentage (de 1 à 1,5 %) d'éléments minéraux. Il contient également une part d'humidité variable.
- Cellulose (environ 50 %)
- Lignine (20 à 30 %)
- Hémicellulose (15 à 25 %)
- Autres substances organiques : polysaccharides, pentosanes, hexosanes, résines, tannins, colorants, cires, alcaloïdes, composés aromatiques volatiles, etc.

#### Cas particulier des bois pollués
Des arbres ayant poussé sur des sols pollués ou exposés à des retombées de certains polluants aériens peuvent avoir conservé certains de ces polluants (radionucléides éventuellement) dans leur bois.

#### Teneur en carbone

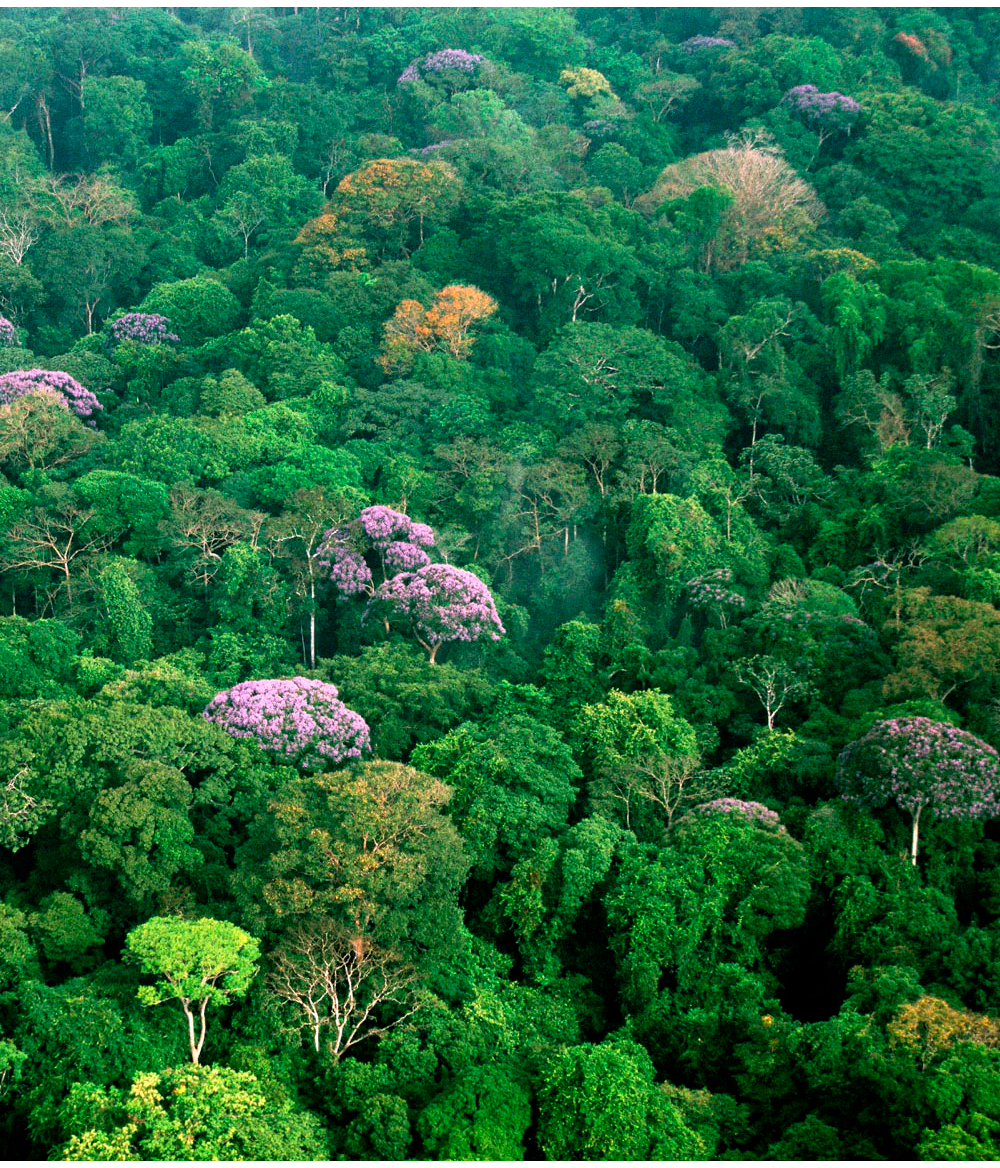
L'étude du bois de 53 espèces d'arbres de l'île Barro Colorado au Panama a montré qu'on avait surestimé la teneur en carbone de ces bois, surtout une fois séchés. Cette teneur (et celle d'autres éléments) varie significativement selon l'essence et un peu selon ses conditions de croissance.

Connaître le taux de carbone du bois est important pour évaluer certaines qualités du bois et essentiel pour bien quantifier les stocks forestiers de carbone, et pour évaluer avec plus de précisions le rôle des arbres dans le cycle du carbone.
Une hypothèse générique communément admise et utilisée est que le bois comprend 50 % de son poids en carbone. Il a été montré en 2011 qu'elle pouvait être à l'origine de biais scientifiques. Cette assertion ne traduit en effet pas les variations de taux de carbone du bois existant dans le monde réel.
Ainsi l'analyse (publication 2011) de carottages de 59 essences forestières panaméennes provenant d'une même zone géographique a montré une grande variation de leurs teneurs en carbone (même parmi des espèces co-occurrentes). Ce taux varie significativement d'une espèce à l'autre (de 41,9 à 51,6 % dans cette expérience), sans lien phylogénétique ni corrélation à la densité du bois ou à la hauteur maximale des arbres, pas plus qu'aux caractéristiques démographiques de la parcelle (taux de croissance relatif, taux de mortalité…).
De plus, la moyenne était de 47,4 ± 2,51 % S.D., significativement plus faible que les valeurs largement admises.
Enfin, les valeurs précédemment publiées négligeaient de tenir compte de la part de carbone volatil des bois tropicaux (Il y avait plus de carbone dans les échantillons de bois congelés que séché au four ; avec une différence significative de 2,48 ± 1,28 % S.D. en moyenne pour ces 59 essences panaméennes). Si l'on admet sur ces bases les taux de carbone génériques utilisés pour évaluer les puits ou stocks de carbone en zone tropicale on surestime les stocks de Carbone forestiers d'environ 3,3 à 5,3 %, l'erreur de surestimation serait importante (ex. : de 4,1 à 6,8 Mg C par hectare pour une parcelle forestière de 50 ha (dynamique) sur l'île Barro Colorado (Panama). Cette erreur s'ajoute aux erreurs/incertitudes de comptabilisation des modèles allométriques et d'évaluation de la biomasse souterraine.
Utiliser en zone tropicale des barèmes de taux de carbone plus fidèles à la réalité, par espèce, améliorerait les estimations locales et mondiales de stocks planétaires de carbone.

### Propriétés physiques
- Hygroscopicité : 

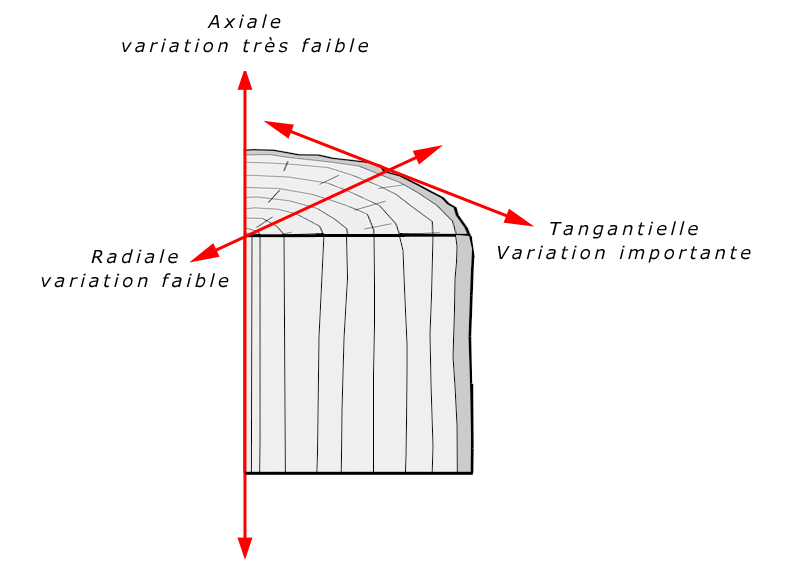
Schéma de la rétractabilité du bois.

  - pour le bois coupé, il s'agit généralement de taux d'humidité noté H%, dite humidité sur sec (par rapport au bois anhydre). Son calcul est le suivant : H% = ((Masse humide moins Masse anhydre)divisée par la Masse anhydre)x100. dit : H% = (Masse d'eau pure/Matière sèche)x100. Le taux d'humidité varie de 50 à 120 % (ou plus) pour le bois saturé (bois vert), de 10 à 20 % pour le bois séché à l'air (pour le séchage il faut env. 1an/cm d'épaisseur de la planche[réf. souhaitée]), et 10 % et moins pour le bois séché artificiellement (par air chaud climatisé, pompe à chaleur ou vide principalement)(séchage entre 1 et 3 semaines). Il existe trois types d'eaux dans les bois :
    - l'eau libre est l'eau présente dans le bois vert. De façon imagée, c'est l'eau qui sort de l'éponge quand on la presse. Lors de l'évacuation de cette eau, le bois ne prend pas de retrait ;
    - l'eau liée est l'eau qui entre dans la composition des fibres. Pour notre éponge, il s'agit de l'eau contenue entre les fibres de la matière mais que nous ne pouvons pas essorer. C'est l'eau qui est retirée entre 30 % et 0 % d'humidité, et c'est son évaporation qui provoque le retrait lors du séchage ;
    - l'eau de constitution est l'eau qui entre dans la composition chimique des molécules du bois. Son élimination entraîne la destruction du bois (par le feu par exemple).

- - pour le matériau bois, l'hygroscopicité est sa capacité d'absorption et de restitution de l'humidité ambiante. Elle assure la stabilité de l'hygrométrie intérieure d'une maison en bois : l'air intérieur n'est jamais trop sec, ni trop humide.
- Résistance mécanique : résistance à la traction et à la compression (le bois a cependant une meilleure résistance à la traction qu'à la compression).
- Propriétés mécaniques du bois massif : soumis à des sollicitations mécaniques de faible intensité, le bois massif est susceptible de déformations réversibles qui peuvent être considérées comme élastiques (élasticité). Toutefois, comparé au comportement élastique de nombreux autres matériaux utilisés notamment en construction, celui du bois massif a des spécificités remarquables. Le comportement mécanique du bois massif est très fortement "anisotrope" et, dès que le temps d'application des sollicitations mécaniques devient important, la pièce sollicitée exhibe des déformations différées qui peuvent être décrites, lorsque les charges imposées sont inférieures à 30 % de la charge de rupture, dans le cadre d'un modèle de comportement "viscoélasticité linéaire anisotrope".
- Densité : la densité du bois est généralement inférieure à 1 (le bois flotte) en raison des vides dans sa structure. Cette densité varie fortement selon un certain nombre de paramètres : l'essence, son degré d'humidité, la situation géographique et son climat, la situation du prélèvement dans l'arbre. On exprime cette densité normalement pour un taux d'humidité égal à 15 % (la moyenne est entre l'état anhydre et l'état de saturation)[14]. La densité à 15 % se situe généralement entre 0,5 et 0,7, mais peut varier considérablement, de 0,1 pour le balsa, 0,4 pour les bois légers (sapin, épicéa, peuplier), 0,8 à 1 pour les bois durs (if, teck, olivier), 1,0-1,15 pour l'ébène, 1,1-1,2 pour l'azobé et 1,3-1,4 pour le gaïac (bois de fer)[15].
- La densité influe sur la flottabilité du bois.
- Durabilité : bien qu'il s'agisse d'un matériau biodégradable, le bois peut durer dans certaines conditions plusieurs siècles, comme en témoignent de nombreuses charpentes de monuments anciens. Les paramètres favorables à la durabilité du bois sont le maintien en atmosphère sèche, la densité élevée, la composition chimique, (la période de coupe), liée à l'essence (présence de résines, d'oléo-résines, de tanins). Le bois de cœur est plus durable que l'aubier, plus riche en matières fermentescibles. Parmi les espèces les plus durables, on classe le cèdre, le sequoia, le robinier faux-acacia, le mélèze, le chêne, le châtaignier… et parmi les moins durables : le sapin, l'épicéa, le hêtre, le peuplier, le tilleul…

- Résilience
- Rétractibilité
- Propriétés isolantes : du fait de sa structure cellulaire, qui emprisonne de l'air sous forme de petits volumes, le bois est un mauvais conducteur de la chaleur. Cependant sa conductibilité thermique lente ou faible, qui en fait un isolant reconnu, peut être très variable en fonction de son degré d'humidité, de sa densité et de l'essence considérée, ainsi que de l'orientation par rapport au fil du bois : il est meilleur conducteur dans le sens axial que dans le sens radial. On utilise couramment des panneaux agglomérés en particules de bois comme isolants thermiques. Les panneaux en fibres de bois offrent une diffusivité thermique plus de huit fois inférieure à celle de la laine minérale[16]. Le bois assure aussi une régulation de la température intérieure : il libère lentement la chaleur emmagasinée. Les panneaux en bois massif multicouche se caractérisent par une inertie thermique trois fois plus élevée que par un mur en brique. Chaude en hiver par sa structure isolante, une maison en bois bien conçue reste protégée contre les pics de chaleur en été.

## Défauts des bois

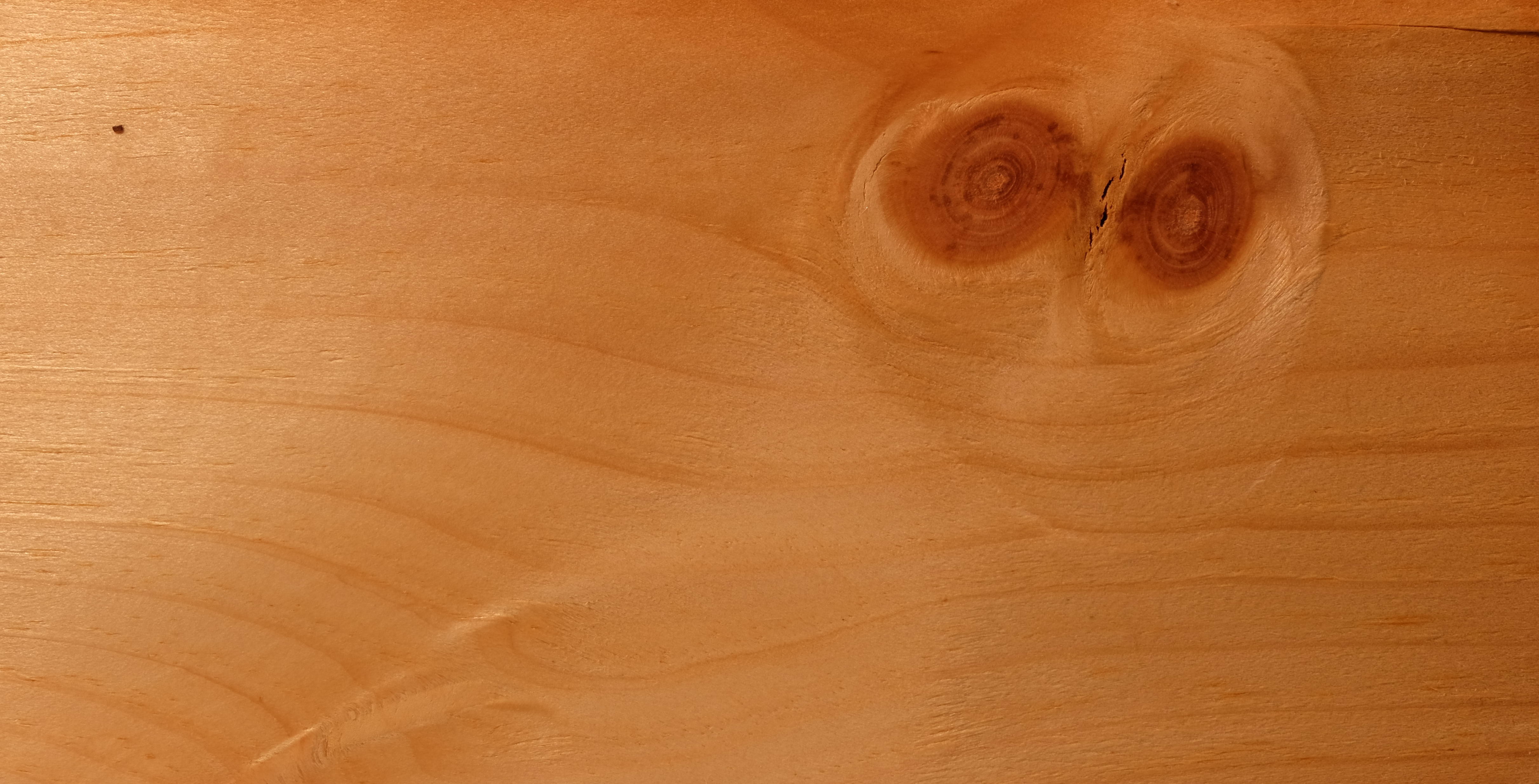
Planche avec nœud dans le coin supérieur droit.

Parmi les défauts techniques courants connus du bois, on rencontre les fentes avec la gélivure, la roulure, la cadranure, les gerçures et les fissures internes. Des modifications de la composition chimique des arbres peuvent entrainer une coloration anormale du cœur : le cœur noir pour le frêne ou rouge du chêne notamment.
Des anomalies de croissance peuvent apparaître : irrégularité des couches annuelles, nœuds vicieux, entre-écorce, fil ondulé (le rebours), fibre torse ou bois vissé, bois madré ou ronceux, broussins (ou loupes)… Les arbres exposés au vent, aux chocs thermiques, ayant été malades ou ayant poussé sur des glissements de terrain, présentent en général plus de ces « défauts » dont certains sont très recherchés en marqueterie.

Le bois peut également souffrir de blessures. Les plaies d'élagages regroupent les nœuds formés à la suite de cassures, naturelles ou non, de branches. Les frottures sont produites par l'arrachage de l'écorce. Les corps étrangers provoquent aussi une réaction de l'arbre avec la création d'un bourrelet de recouvrement.

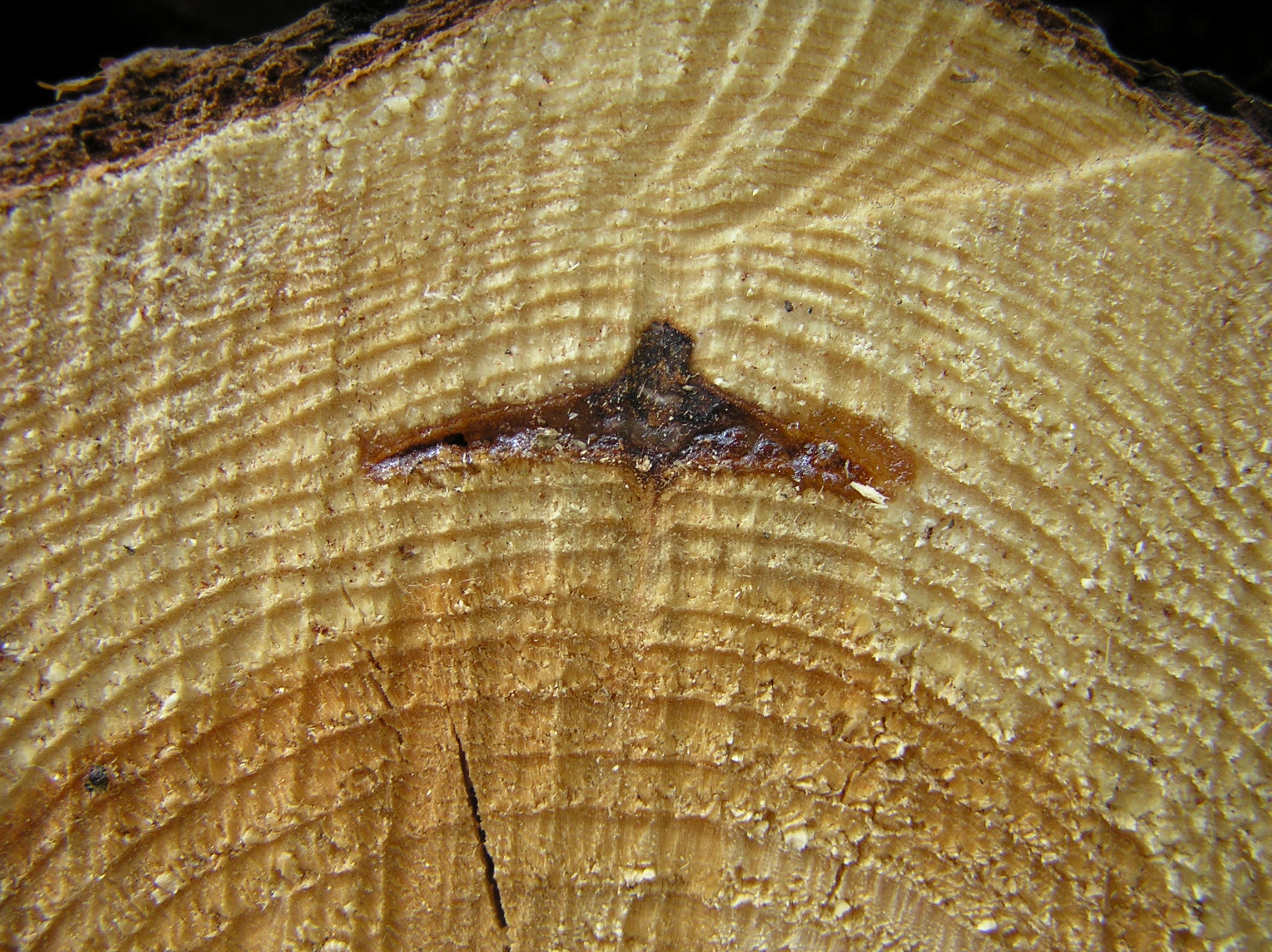
Poches de résine dans du pin sylvestre.

### Poches de résine
Ces poches se créent dans le bois des résineux qui ont été fortement balancés par le vent. Ces « défauts », réputés plus esthétiques que mécaniques, posent des problèmes pour le travail du bois (encrassement des outils) et pour son entretien (écoulements de résine par temps chaud). Les arbres les plus touchés ont généralement poussé sur des lieux secs et exposés au vent (arbres isolés, arbres de lisière ou ayant poussé en bordure de cloisonnements forestiers exposés au vent (on a montré que des arbres haubanés présentent moitié moins de poches de résine, et que ce risque augmente dans les années les moins pluvieuses). C'est donc un défaut qui pourrait devenir plus fréquent avec le dérèglement climatique.

### Autres défauts
Le bois est un matériau combustible. En brûlant, il s'enflamme, produit de la fumée, et dégage des gaz combustibles. Cependant, en construction il est plus résistant au feu qu'une structure métallique. En effet, il garde longtemps ses propriétés mécaniques avant de céder, tandis que le métal a tendance à se plier au bout de quelques minutes de combustion. Cela s'explique par le fait que le module d'élasticité de l'acier chute sous l'effet de la chaleur alors que le bois non. Cet inconvénient se transforme par ailleurs en avantage quand il s'agit de se chauffer. Le matériau est sensible aux variations climatiques. Ceci aussi devient un avantage en matière de régulation de l’hygrométrie dans les bâtiments

## Altération du bois

### Organismes liés au bois

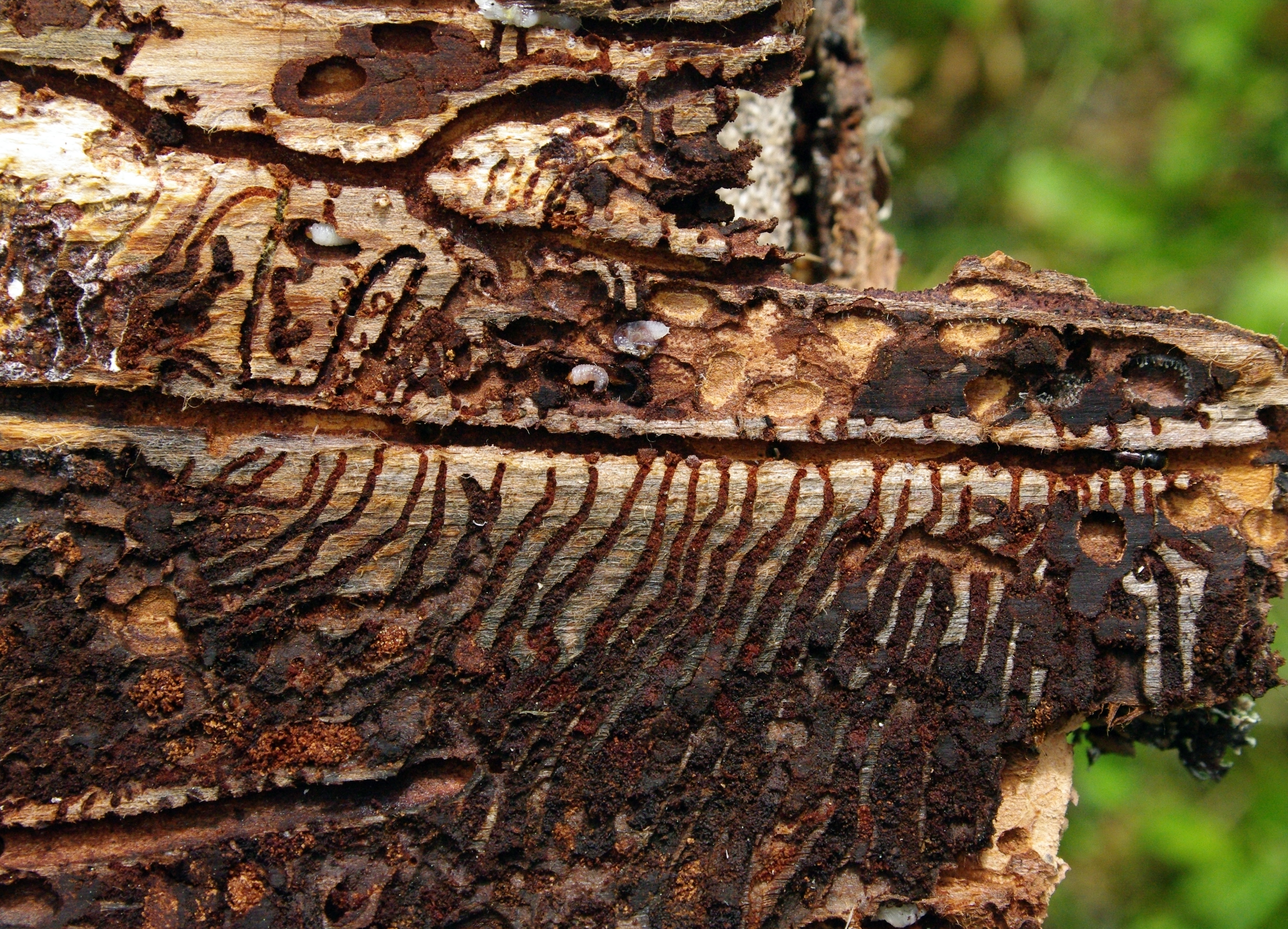
Les larves du Bostryche typographe creusent des galeries dont les motifs évoquent des lettres typographiques, d'où l'épithète spécifique donné à ce saproxyle ravageur.

Les taxons ou groupements de populations associés aux bois sont des organismes dits lignicoles (du latin lignum, « bois », et colere, « habiter ») ou xylicoles (du grec xulon, « bois »), localisées principalement ou uniquement sur le bois (racine, tronc — espèce corticole —, cavité — espèce cavicole —, branche, rameaux ou fines ramilles, bois vivant ou bois mort). L'organisme épixyle ou épixylique (du grec épi, « sur » et xulon, « bois ») est localisé à la surface du bois, alors que l'organisme endoxyle ou endoxylique (du grec endon, « dedans » et xulon, « bois ») vit au cœur du bois.
Les organismes associés aux bois en décomposition forment des cortèges saproxyliques.
De nombreux insectes lignicoles (diptères, lépidoptères et surtout coléoptères) peuvent être xylophages et saproxylophages : ils consomment le bois à l'état adulte ou le plus souvent à l'état larvaire. Chez les espèces endoxyles, les femelles pondent sur des bois sains (insecte ravageur primaire) ou altérés (ravageur secondaire) des œufs, anfractuosités de l'écorce du tronc ou des branches donnant naissance à des larves lignivores qui creusent des galeries dont la section et le tracé sont caractéristiques des espèces et permettent souvent de les identifier. Les coléoptères épixyles, « imparfaitement protégés des variations des températures extérieures par l'épaisseur de l'écorce, se localisent, en général, mais en fonction des régions, sur certaines faces du bois, évitant les expositions au soleil ou aux intempéries. Leurs galeries sont souvent larges, serpentant dans l'étroit espace entre l'écorce et l'aubier. La nymphose se fait dans une loge superficielle ».

### Attaque de champignons

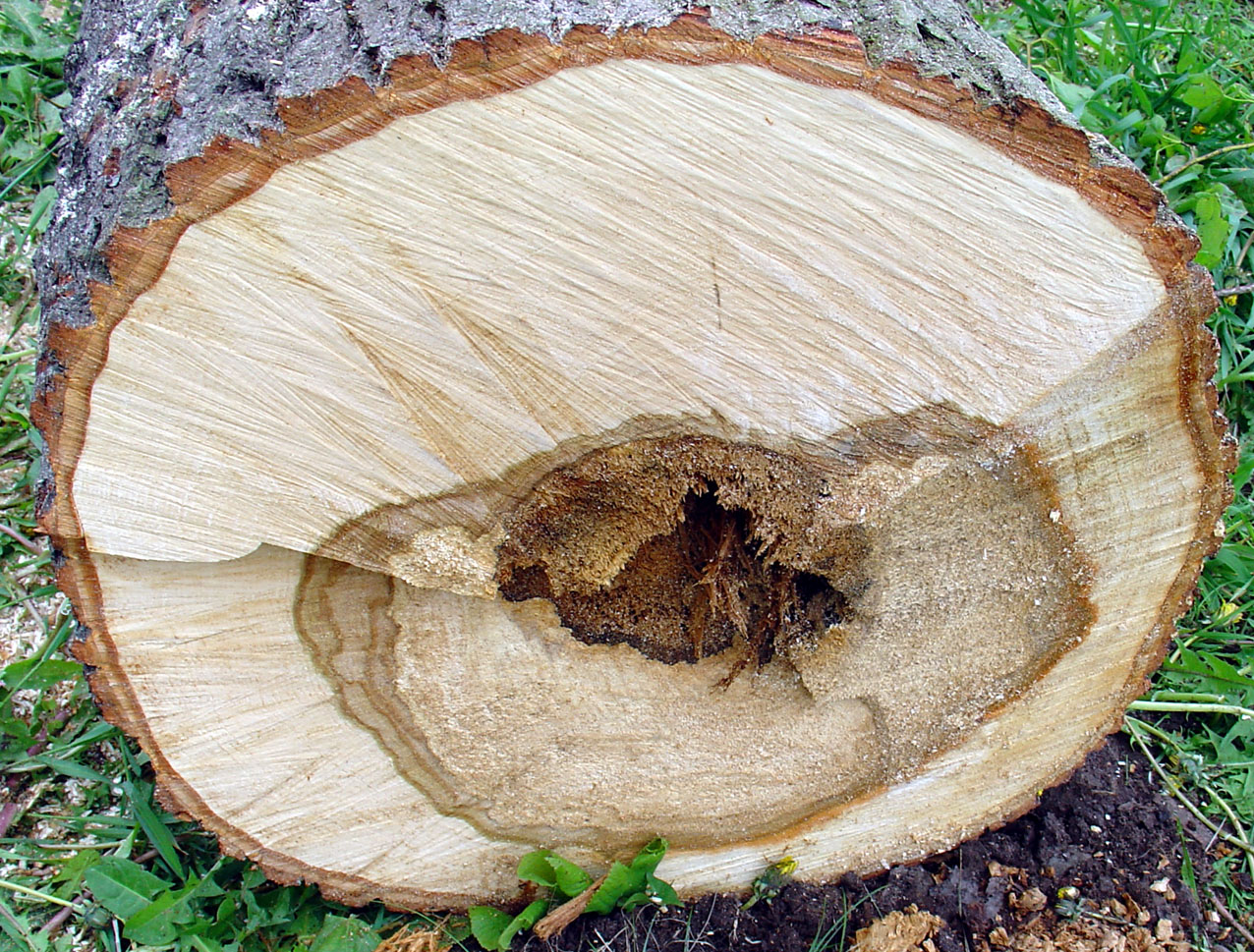
Altération physique et colorée due à un champignon et des bactéries décomposant le bois par le cœur.

Divers champignons dits lignivores s'attaquent à la lignine et à la cellulose. Ils peuvent s'introduire dans l'arbre à la faveur de blessures, de coupes ou de piqures d'insectes. Ces champignons peuvent être responsables (avant ou après la coupe ou la mise en œuvre du bois) de différentes altérations ; visuelles, mécaniques ou les deux à la fois. Beaucoup de bois résineux et feuillus bleuissent lorsqu'ils restent exposés aux intempéries. Cette altération est uniquement esthétique et n'altère en rien les propriétés du bois attaqué. En revanche la pourriture fibreuse, la pourriture cubique (aspect de bois calciné brun), ou la pourriture molle, sont des altérations mécaniques du bois causées par des champignons lignivores qui dégradent la lignine et/ou la cellulose du bois. En règle générale, l'attaque d'un bois par les champignons peut se mesurer simplement. Toute attaque est caractérisée par une perte de masse du bois (perte pouvant atteindre 80 % de la masse initiale).
Le champignon le plus connu et redouté est peut-être la mérule pleureuse qui se présente typiquement sous la forme d'une grosse tache duveteuse blanche qu'on trouve par exemple sous des sols étanches posés sur des planchers de bois qui ont été exposés à l'eau ou sur les poutres ancrées dans un mur très humide. Les champignons ne peuvent se développer dans le bois que s'il contient plus de 20 % d'humidité. Un bois sec (< 20 % d'humidité) n'est jamais attaqué par les champignons.

### Attaques d'insectes xylophages

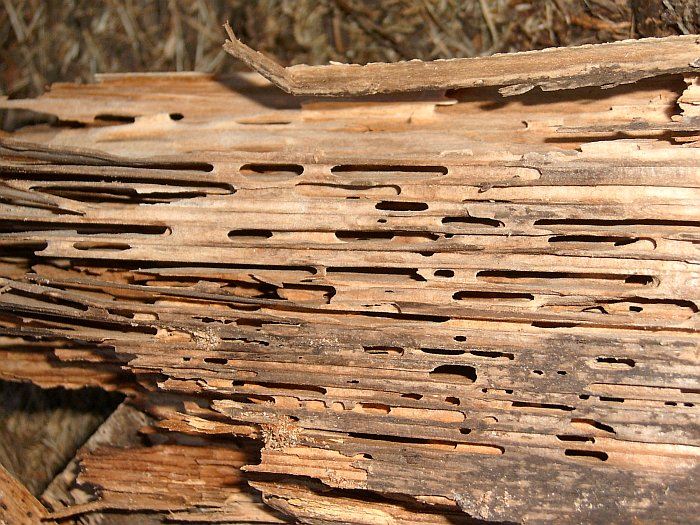
Des fourmis (Camponotus), en symbiose avec un champignon, ont consommé les parties tendres des cernes du bois.

De nombreux insectes s'attaquent au bois ; quelques espèces s'attaquent au bois sur pied, d'autres plus nombreux s'attaquent aux grumes après l'abattage en forêt (xylophages des forêts) et quelques-uns au bois sec une fois mis en œuvre (xylophages de bois secs). Ce sont les larves qui creusent des galeries dans les bois. Les insectes adultes pondent dans le bois et les larves se développent dans celui-ci en mangeant ses composants, généralement prédécomposés par des champignons et bactéries. Au stade ultime de son développement, la larve devient adulte et sort de son habitat pour se reproduire. C'est à ce moment que l'insecte creuse le trou de sortie que l'on voit sur les bois attaqués. En général, quand le bois apparaît déjà vermoulu, le travail des insectes est presque terminé. La taille, la géométrie et la nature des galeries et vermoulures permettent de définir quel insecte a attaqué le bois.
On lutte préventivement contre ces insectes par l'application d'insecticides en trempages, pulvérisations… Pour ce qui est de la démarche curative, deux cas se présentent. Si le bois est encore mécaniquement viable (dans le cas d'un élément porteur), un traitement curatif peut être appliqué. Il peut s'agir d'injection ou de pulvérisation après sablage. Si les bois sont très attaqués, il faut les remplacer et brûler les bois infestés. Certains bois, riches en principes actifs (insecticides, fongicides naturels), sont naturellement résistants aux attaques d'insectes et de champignons. On parle d'essences naturellement durables. Ce sont cependant souvent des bois durs à croissance lente, dont le renouvellement est donc lent. Les arbres à tanins comme le châtaignier en premier lieu, également le chêne, et certains résineux, sont très résistants. De nombreuses essences résistantes sont d'origine tropicale.
Parmi les principaux insectes xylophages de bois secs, citons : le capricorne des maisons, le lyctus, les vrillettes, et les termites (espèce introduite et devenue envahissante en Europe depuis quelques décennies. En France, l'occupant d'un immeuble qui constate une infestation par les termites doit le déclarer immédiatement en mairie.
Il est possible de protéger le bois des altérations causées par les champignons et les insectes. Il s'agit d'appliquer un traitement préventif qui contient une base insecticide et fongicide. Ce traitement se fait principalement par trempage (immersion dans un bac contenant le produit). Pour les bois de structure, le traitement obligatoire est un traitement classe 2. Le produit utilisé peut être incolore, jaune, vert ou rouge. Il peut aussi être en phase solvant ou en phase aqueuse. Pour finir, le traitement préventif est quasi inutile si les bois utilisés sont secs. En effet, les insectes (et les champignons) s'attaquent principalement à des bois au-dessus de 20 % d'humidité. En Europe, la France est une des seules nations à imposer un traitement préventif des bois de structure.

## Utilisations
L'économiste Werner Sombart (1863-1941) a qualifié la période préindustrielle – « Hölzerne Zeitalter », d'âge du bois, à juste titre, car le bois était une ressource essentielle pour les sociétés des débuts, et le début des sociétés industrielles. C'était le principal fournisseur de combustible et de carburant. Le charbon de bois a servi à forger le fer. Sans la potasse récupérée des incinérateurs, les textiles ne pouvaient être lavés, blanchis et teints, pas de savon bouilli et pas de verre fondu. Les artisans spécialisés dépendaient des propriétés matérielles particulières de certains bois, par exemple pour la construction de meubles, car tous les types de bois ne conviennent pas. De nombreux objets, outils et équipements de tous les jours, les métiers à tisser et même la mécanique d’usine étaient en bois. De nombreux bâtiments de ferme ruraux étaient en grande partie en bois, mais le bois était également présent dans les maisons en pierre: poutres, planchers et parquets, escaliers et portes, encadrements de fenêtres en bois. La plupart des moyens de transport - navires, bateaux, chariots et charrettes - étaient principalement en bois jusqu'à la fin du XIXe siècle. Le bois a accompagné l’homme toute sa vie du berceau qui était en bois, jusqu'au cercueil.
Le bois est encore employé à de multiples usages et sous de multiples formes. C'est une matière renouvelable appréciée par les constructeurs de bâtiments modernes et/ou écologiques, et c'est aussi une source d'énergie renouvelable (Bois-énergie).
Le bois est aussi connu pour son usage dans les arts. Des instruments à vent sont fabriqués pour la musique (hautbois, clarinette, flûte – à bec ou traversière…) ou à cordes (violon, alto, violoncelle, contrebasse, etc).
Selon son usage, le bois peut être classé comme suit, :
| Produit de base | Classe du bois   | Transformation du produit de base | Produit intermédiaire                       | Produit fini | Usage |
| --- | ---------------- | --------------------------------- | ------------------------------------------- | --- | --- |
| Grumes | Bois d’œuvre     | Sciage                            | Planche                                     | Bois panneauté, bois massif abouté (BMA), bois massif reconstitué (BMR ou contrecollé), bois lamellé-collé (BLC), bois lamellé croisé    | Palette de manutention, coffrage, charpente, menuiserie, meuble |
| Grumes | Bois d’œuvre     | Déroulage ou tranchage            | Placage                                     | Contreplaqué, Lamibois (LVL), Parallel Strand Lumber (PSL), Laminated Strand Lumber (LSL)                                                | Emballage, Bois de structure, agencement, plancher de camion |
| Petit bois, branches, copeaux, sciures, farine de bois et déchets de scierie résultants de la transformation du bois d'œuvre | Bois d'industrie | Trituration                       | Pâte à papier, lamelles, particules, fibres | Papier, carton, panneau de particules, panneau de fibres (MDF), panneau de grandes particules orientées (OSB), waferboard, laine de bois | Mobilier de cuisine et de salle de bain, agencement de magasin, contreventement (notamment maison ossature bois), revêtement de sol stratifié, moulure, lambris, jouets |
| Petit bois, branches, copeaux, sciures, farine de bois et déchets de scierie résultants de la transformation du bois d'œuvre | Bois d’énergie   |                                   |                                             | Bûche, granulé de bois | Chauffage |

- Les panneaux composites plastique-bois.

### Source énergétique

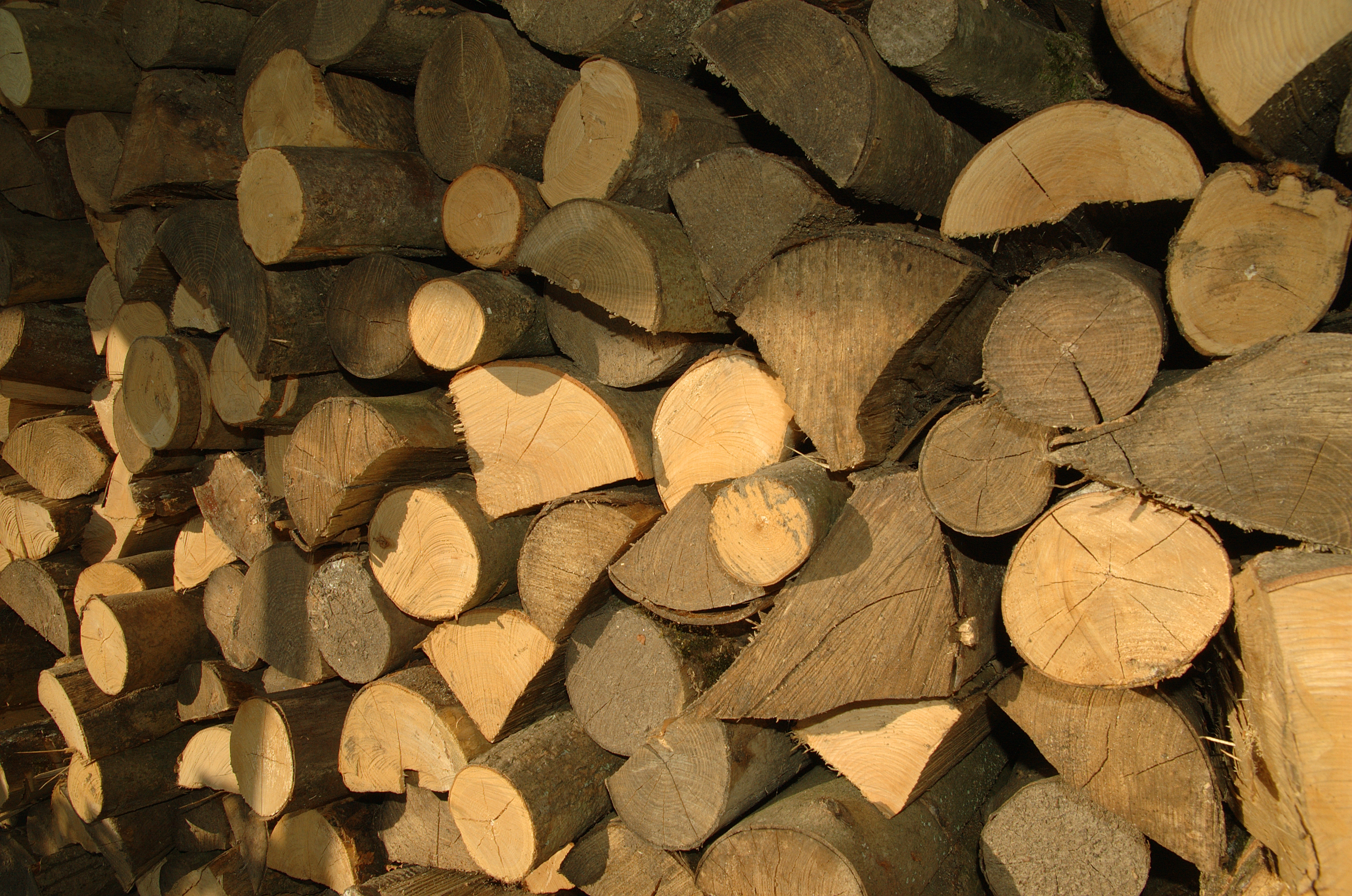
Disposition typique du bois de chauffage.

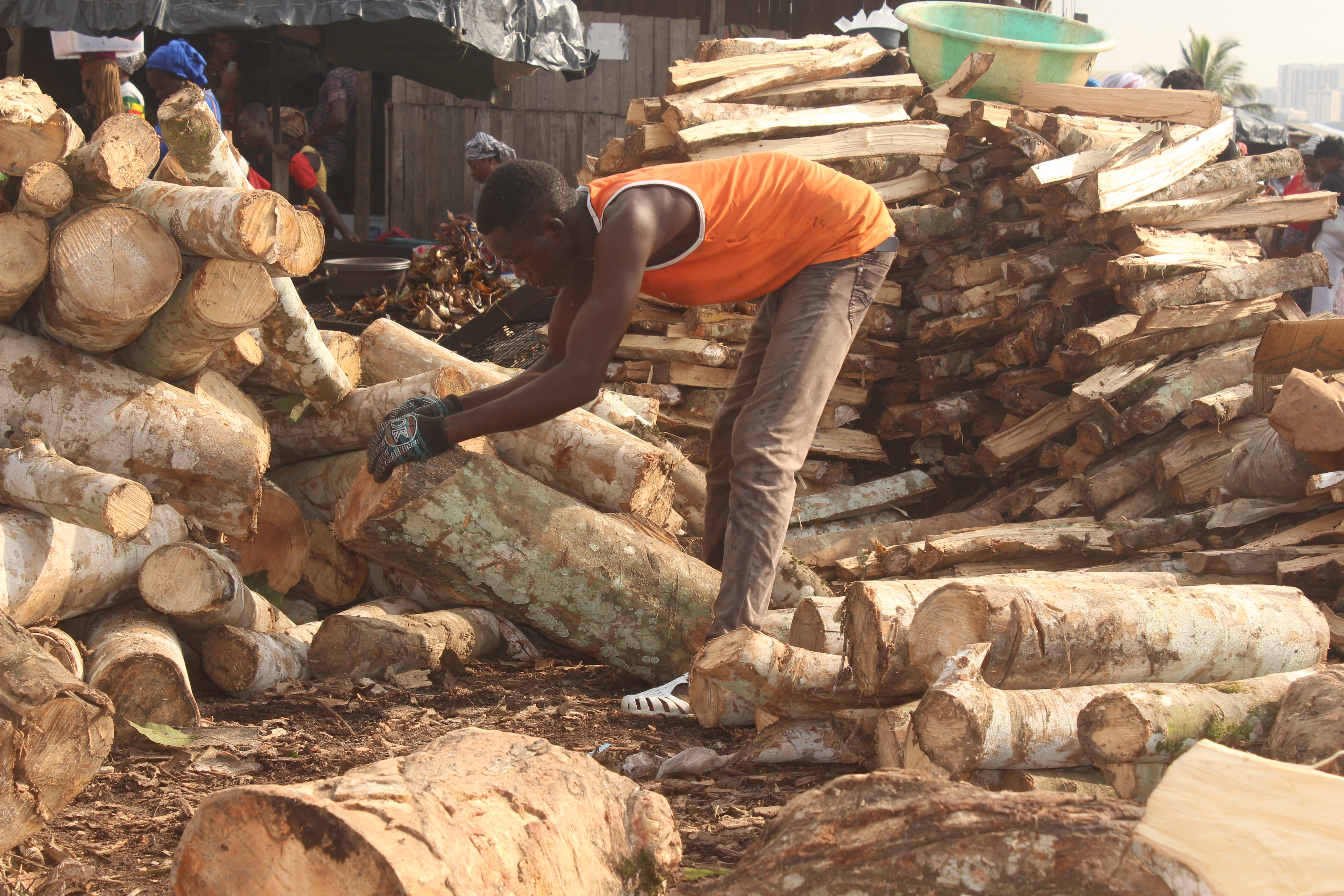
Un casseur de bois avec une hache à Abidjan Abobodoumé.

L'utilisation du bois comme combustible est sa première utilisation au niveau mondial : il apporte 3,5 kWh/kg (kWh par kilogramme) (1 stère de bois équivaut à 0,147 tonne équivalent-pétrole = 1 480 kWh). Sa combustion se déroule en trois étapes : le bois est d'abord séché à une température pouvant atteindre 150 °C, ce qui permet d'évaporer l'eau qu'il contient. Puis entre 150 et 600 °C a lieu la pyrolyse (décomposition sous l'action de la chaleur). Les composés gazeux du bois sont alors libérés et il se forme du charbon de bois. Enfin, de 400 à 1 300 °C, l'amenée d'air (oxygène) entraîne l'oxydation, qui constitue le processus de combustion. Ce sont les gaz dégagés par la pyrolyse et le charbon de bois qui brûlent qui libèrent de l'énergie.
En France, le chauffage domestique a produit 7,4 millions de tonnes équivalent pétrole en 2006, soit plus des trois quarts de la production d’énergies renouvelables. Cependant, cela ne représente que 3,5 % des besoins énergétiques du pays,.

### Bois d'œuvre
Le bois d'œuvre est celui qu'on utilise pour la construction de charpentes de maisons et pour la fabrication d'une multitude d'autres produits, souvent reliés à la construction et à la rénovation résidentielles.

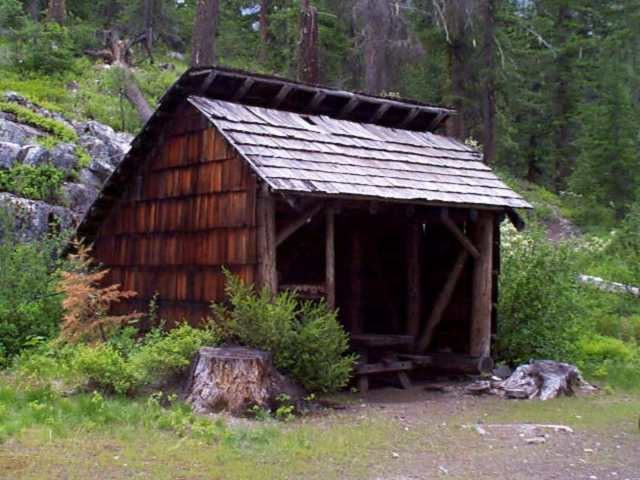
L'abri High Bridge, refuge de montagne américain situé dans l'État de Washington, et construit en bois vers 1930.

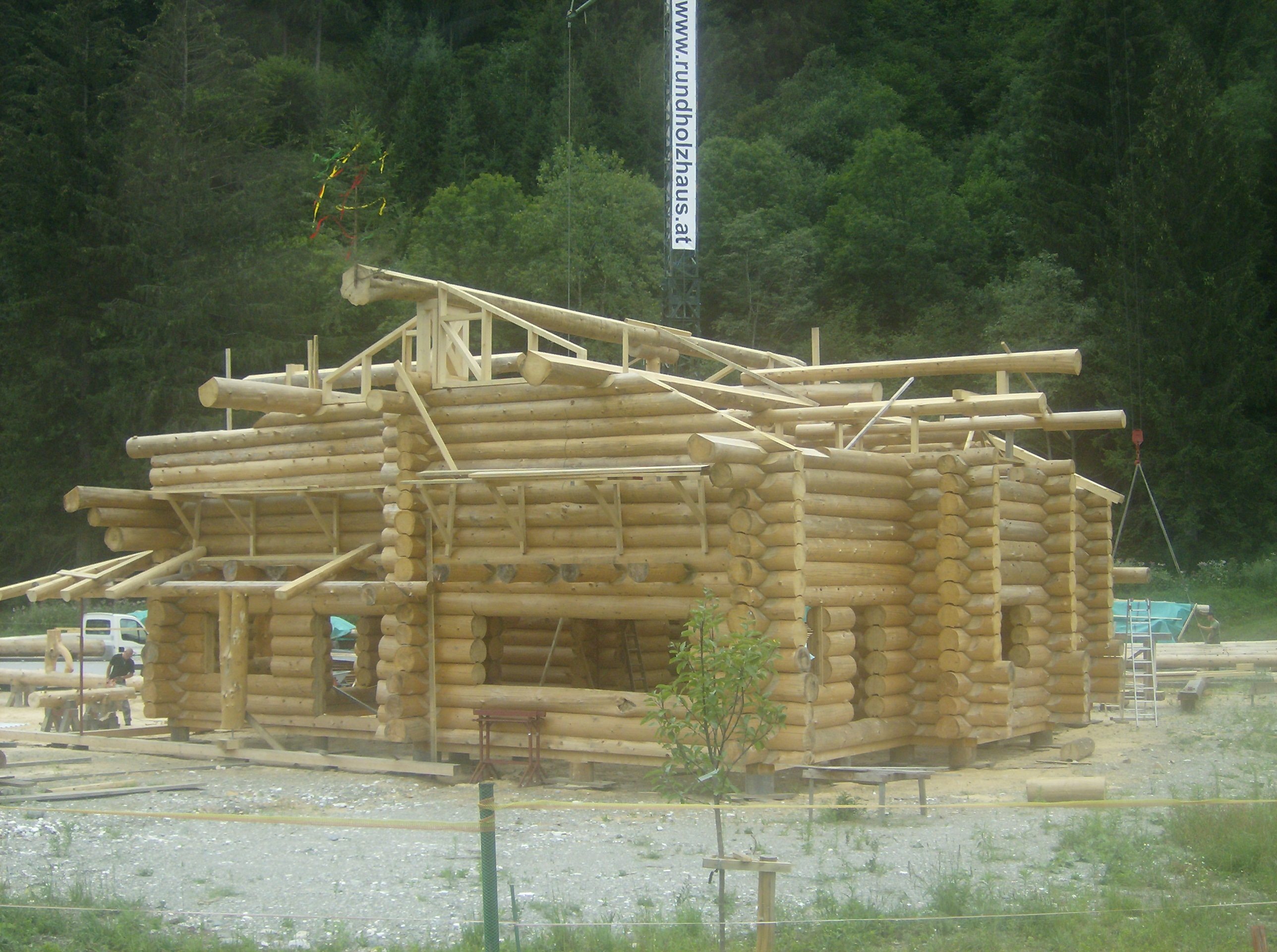
Maison de bois en construction (Autriche, 2006).

- Bois brut sous forme de poteaux et rondins, après sciage ou refente généralement.

Scié à partir de grumes
- Bois de structure: charpentes, maison en bois (bois empilé, maison à ossature bois ou poteaux poutre) et bardages, terrasses, traverses de chemins de fer. Ces bois peuvent être bruts de sciage ou rabotés. Il s'agit généralement d'un choix charpente (choix 2 ou ST II en France). Les maisons à ossature bois représentent 8 % du marché des constructions neuves par an. La progression est très rapide avec des taux de croissance annuels de 20 à 25 %[33]. Le bois permet de réguler le taux d’humidité et la température à l’intérieur. C’est un excellent isolant acoustique. En cas d’incendie, le bois transmet la chaleur 10 fois moins vite que le béton et 250 fois moins vite que l’acier.
- Bois de marine, bois tors, bois de mâture: membrures, bordés, espars (mât, bôme…), pièce de quille.
- Bois aéronautiques : structures des premiers avions. Le contreplaqué moulé est une invention de l'aéronautique, aussi employé dans les avions monocoques en bois. Aujourd'hui plutôt utilisé pour les petits avions de tourisme en construction amateur ou industrielle.
- Sciages bruts, bois à usage domestique : coffrages à béton, échafaudages, palettes, emballages…
- Bois rabotés : lambris (frise murale), parquets, menuiserie, clin, lame de terrasse, etc.
- Placages : Bois déroulés ou tranchés. Essences fines ébénisterie…
- Bois d'ingénierie, bois de la seconde transformation : lamellé-collé, reconstitué, abouté, contreplaqué, laminé, poutrelle en "I"…
- Bois de tournage : boules, quilles, manches à outils, jouets…
- Bois de tranchage : contreplaqués…
- Bois de fente : merrains pour la tonnellerie, tavaillons (bardeaux de toiture)…
- Bois cintré : chaises « Thonet ».
- Éléments de structure : Bois lamellé-collé, bois contrecollés, bois aboutés (fingerjointed), poutres en I.
- Panneaux : aggloméré, contreplaqué, panneaux de grande particule (OSB), panneaux de particule ou aggloméré, panneaux de fibre moyenne densité (MDF) ou haute densité (HDF).
- Autres usages : encadrement dont châssis de fenêtre ; boiserie ; lutherie ; allumettes…

### Panneaux

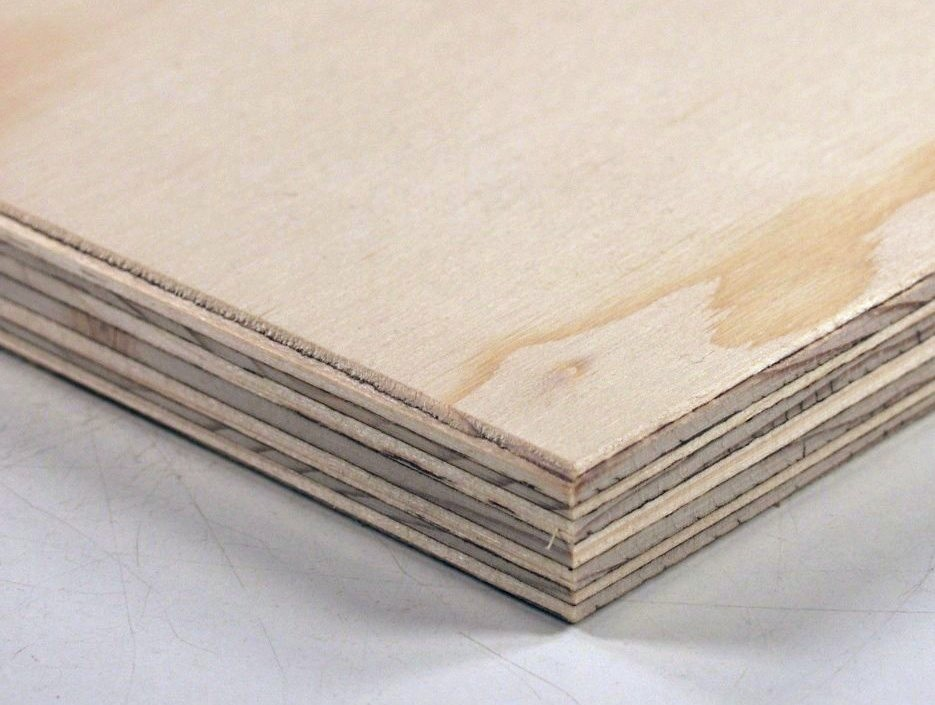
Contreplaqué.
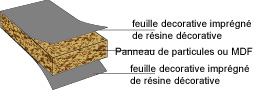
Panneau de particules (dit Agglo).
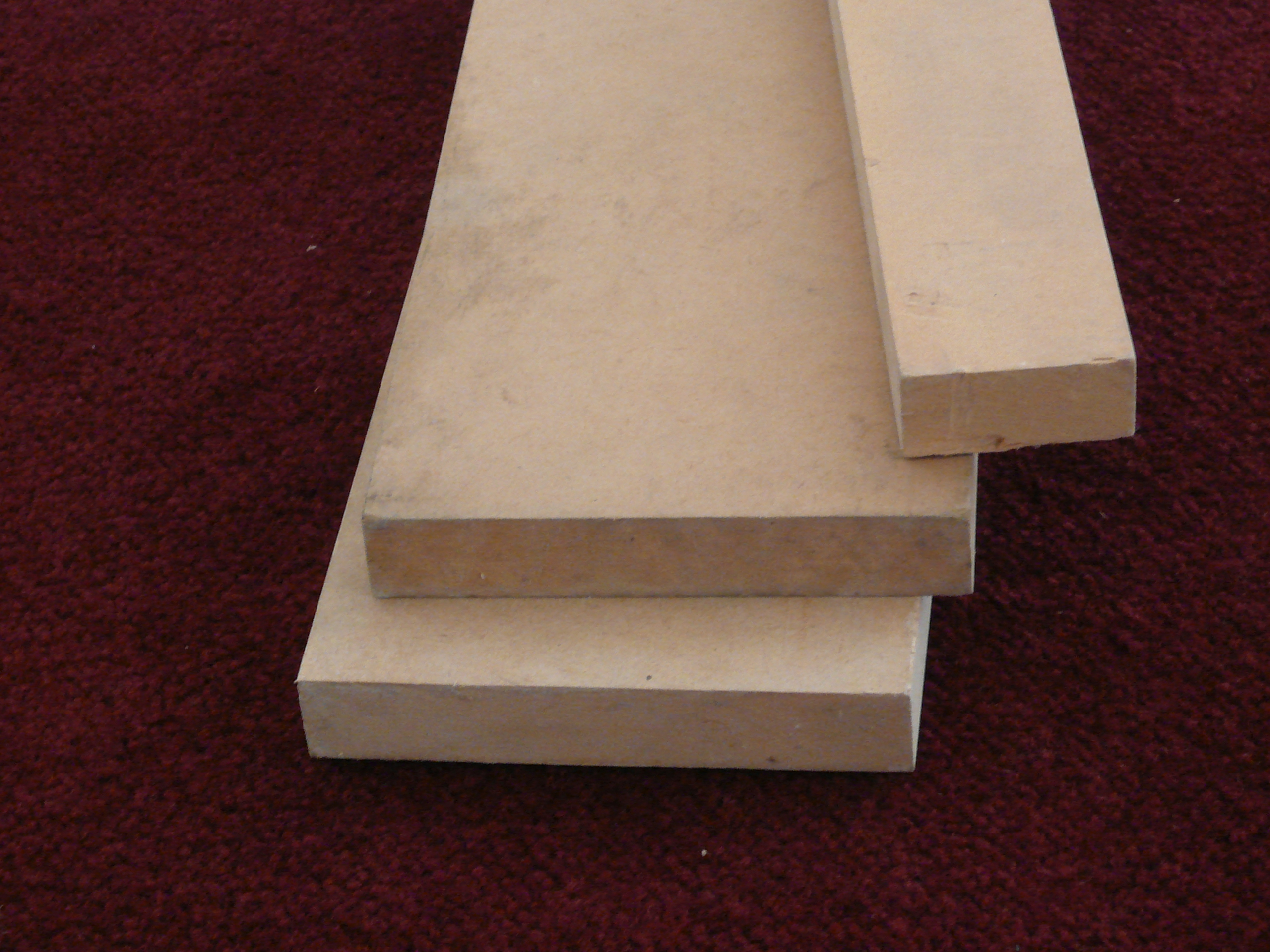
Panneau de fibres à densité moyenne MDF (dit Médium).
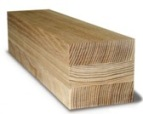
Latte (charpente).

### Usages artisanaux
- Le bois est un moyen d'expression artistique dans la marqueterie et la sculpture sur bois.
- C'est un support traditionnel pour la peinture à l'huile ou à tempera sur panneau de bois. Depuis l'Égypte ancienne le bois est recouvert de gesso poli avant d'être peint.
- En cuisine, certaines parties d'arbres sont consommées dans divers pays (pousses de bambou, cœur de palmier, etc.).

### Autres usages
La chimie verte cherche à tirer des molécules d'intérêt (pharmaceutiques notamment) du bois.
Quelques molécules d’intérêt alimentaire en sont extraites dont par exemple la molécule qui donne le gout artificiel de la fraise aux yoghourts. On a utilisé des copeaux ou sciures de chêne (plus ou moins légalement) pour donner un goût de tonneau ou de tannin à certains vins. Certains bois sont utilisés en médecine traditionnelle, ainsi que des écorces (dont dans des cosmétiques modernes (ex. : extrait d'écorce de bois de Panama (Quillaja saponaria), et extraits d'écorce d'épinette.

## Économie
La production de bois est le plus souvent le résultat de la sylviculture. La filière bois couvre les secteurs de l’imprimerie, la construction, l’énergie ou encore l’ameublement, où la France est la 4e producteur européen. La construction bois est également un secteur qui se développe avec une hausse de la demande de 20 % en 5 ans. Le bois y est plébiscité pour ses qualités environnementales, en tant que régulateur de l’hygrométrie à l’intérieur du bâtiment mais aussi pour ses qualités thermiques et acoustiques. Le bois transmet la chaleur 15 fois moins vite que le béton et 400 fois moins vite que l’acier.

### Production mondiale par type

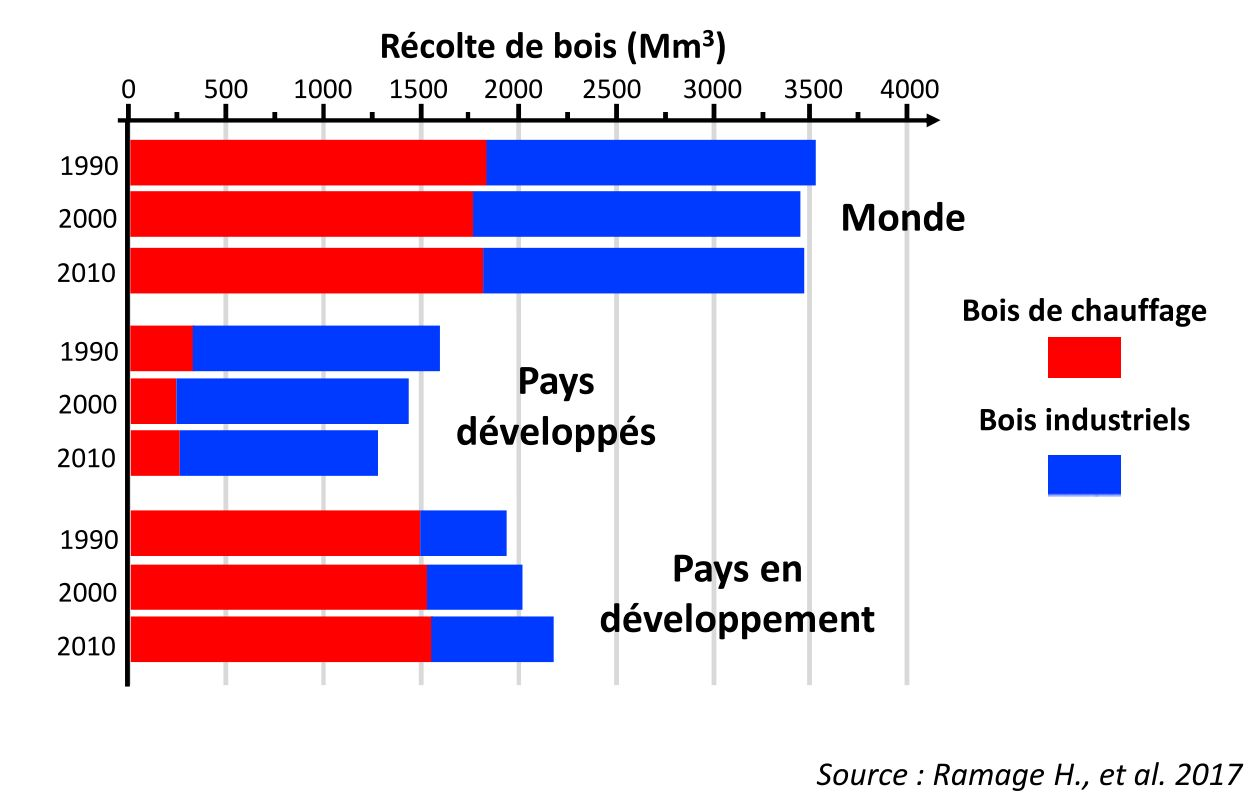
Évolution de la récolte de bois dans le Monde.

La récolte mondiale de bois et son utilisation sont stables depuis 1990 (~ 3 500 Mm3/an). Alors que la production de bois dans les régions développées (Océanie, Europe et Amérique du Nord) a diminué au cours de la période, son utilisation a été principalement pour les bois industriels. En revanche, si la production de bois dans les régions en développement (Amérique du Sud, Afrique et Asie) a augmenté, son utilisation a été principalement pour le bois de feu (figure ci-contre).
D'après l'Organisation des Nations unies pour l'alimentation et l'agriculture (FAO), la production mondiale de bois rond a atteint 3 694 millions de m3 en 2014.
- Bois de chauffage : 1 862 millions de m3.
- Bois en grumes pour sciage et placage : 1 025 millions de m3.
- Bois de trituration : 408 millions de m3.
- Autres bois ronds industriels : 169 millions de m3.
- Sciages : 440 millions de m3.

### Production mondiale par pays
Les principaux pays producteurs de bois rond en millions m3 en 2014 :
|             | Pays        | Production | % mondial |
| ----------- | ----------- | ---------- | --------- |
| 1           | États-Unis  | 398.693    | 10,8 %    |
| 2           | Inde        | 356.690    | 9,7 %     |
| 3           | Chine       | 336.645    | 9,1 %     |
| 4           | Brésil      | 267.653    | 7,2 %     |
| 5           | Russie      | 203.000    | 5,5 %     |
| 6           | Canada      | 155.997    | 4,2 %     |
| 7           | Indonésie   | 113.020    | 3,1 %     |
| 8           | Éthiopie    | 109.683    | 3 %       |
| 9           | RD Congo    | 85.900     | 2,3 %     |
| 10          | Nigeria     | 74.865     | 2 %       |
| 11          | Suède       | 73.300     | 2 %       |
| 12          | Chili       | 58.712     | 1,6 %     |
| 13          | Finlande    | 57.033     | 1,5 %     |
| 14          | Allemagne   | 55.613     | 1,5 %     |
| 15          | France      | 52.968     | 1,4 %     |
| 16          | Ouganda     | 46.190     | 1,3 %     |
| 17          | Ghana       | 44.912     | 1,2 %     |
| 18          | Myanmar     | 44.286     | 1,2 %     |
| 19          | Mexique     | 44.204     | 1,2 %     |
| 20          | Pologne     | 40.862     | 1,1 %     |
| Total monde | Total monde | 3 694.316  | 100 %     |

Source FAOSTAT

### Production de masse et investissement
La production de masse et les prix à la hausse du bois se traduisent par un nombre d'investissement dans le bois augmentant constamment (Cameroun, Brésil, Panama, etc.). Ce processus se démocratise maintenant dans un nombre important de pays européens, dont la France, l’Autriche mais aussi l’Allemagne, en passant par les pays nordiques. Il permet de diversifier ses revenus et surtout d’échapper à l'impôt sur la fortune.
Des parcelles de forêts sont vendues à des investisseurs (ou groupe d'investisseurs) qui exploitent ainsi de nombreux hectares afin de tirer profit du nouvel or brun. Achetés au bon moment, les hectares ne coûtent que très peu, il faut néanmoins un certain capital pour les restaurer (plantation, protection contre la faune et la flore pouvant porter atteinte aux nouveaux arbres) et pouvoir en tirer profit par la suite. Il faut en moyenne cinq ans pour que les parcelles achetées commencent à porter leurs fruits, et le double pour rembourser le prix d'achat. L'achat de parcelles forestières rapporte à la fois avec la vente du bois en lui-même (plus le prix du pétrole est haut, plus le bois est cher), mais aussi avec le prix de l'hectare qui a par exemple pris 19 % en 2010, et 11 % en 2011.
Ces investissements permettent à la fois d'assurer une production de bois soutenue sans pour autant endommager les ressources naturelles disponibles puisque les plantations sont entretenues dans l'espoir d'avoir une rentabilité à long terme (en moyenne 5 ans pour rentabiliser un achat en Amérique du Sud).
Deux certifications forestières encadrent d'ailleurs l'exploitation et la commercialisation du bois. Le PEFC (majoritaire sur le territoire français) et le FSC.

## Santé humaine et environnementale
Diverses huiles essentielles, gommes, résines et autres extraits de bois ont une utilisation médicinale depuis l'antiquité, de même que l'inhalation de la fumée de certains bois[réf. souhaitée]. Certains bois tropicaux sont toxiques et d'ailleurs utilisés par des populations autochtones pour produire des poisons (utilisés pour des formes de pêche et chasse dites « traditionnelles »).
Certaines sèves (dont les sèves de type latex,) ou écorces peuvent être violemment et parfois mortellement toxiques.
La poussière de bois (cf. sciage, ponçage…) ou issues des champignons (dont moisissures), acariens ou insectes le consommant peut être un puissant allergène, cause de cancers des voies respiratoires, et provoquant ou aggravant notamment l'asthme du travailleur, ou certaines allergies,. La poussière de bois est classée dans le groupe des cancérogènes certains pour l'homme par le CIRC.
Les scieurs, menuisiers, bricoleurs et parfois les bûcherons y sont les plus exposés, souvent affectés de rhinites et plus rarement d'asthme, avec rares cas d'urticaire de contact (par exemple avec le Mukali (Aninger robusta). Quand l'allergie est bien installée, l'asthme ne disparait plus durant le week-end ou les congés. Les pesticides utilisés pour le traitement du bois (fongicides, insecticides), notamment à base d'arsenic peuvent aussi être à l'origine d'intoxications et/ou d'allergies.
Certains bois exotiques contiennent des alcaloïdes ou autres molécules fongicides, bactéricides et insecticides, qui les rendent naturellement résistants aux champignons et insectes. Certaines de ces molécules (composés organiques) sont parfois rémanentes et toxiques ou volatiles,. Ils peuvent dans certaines circonstances quitter le bois, qui est donc à éviter pour les plans de travail (en cuisine notamment,). Ces molécules sont souvent solubles dans le gras, avec passage percutané possible. Elles peuvent même causer des allergies par contact (dermatites), en particulier à partir du bois de Ramin, ou du bois de rose, Frullania ou d'autres essences.
Pour mieux gérer le risque allergique, il est important que l'étiquetage inclue le vrai nom botanique de l'essence et que ces essences soient répertoriées dans les bases de données toxicologiques ou relatives aux allergies et à la santé au travail.

## Environnement

### Déforestation
Le bois, comme d'autres produits (soja, huile de palme, cacao, café...) peut être issu de la déforestation illégale de forêts tropicales ou autres : bassin amazonien, bassin du Congo, Indonésie, etc. Cette déforestation a un impact négatif sur l'effet de serre et la biodiversité, dans la mesure où les forêts captent le CO2 et produisent du dioxygène (photosynthèse), et qu'elles abritent une grande partie de la biodiversité terrestre.

### Règlement européen visant à bannir les produits issus de la déforestation
Le règlement européen visant à bannir les produits issus de la déforestation a été adopté par le Parlement européen le 19 avril 2023. Pour le bois, cela concerne :
- le bois de chauffage ;
- le charbon de bois ;
- les feuilles pour placage ;
- les panneaux de particules ;
- les bois contre-plaqués, bois plaqués et bois stratifiés similaires ;
- les articles en bois pour la table ou la cuisine ;
- les meubles en bois et leurs parties ;
- Pâte et papier des chapitres 47 et 48 de la nomenclature combinée, à l'exception des produits à base de bambou et produits de récupération (déchets et rebuts) ;
- Produits de l'édition, de la presse ou des autres industries graphiques.

## Contact alimentaire
Le bois est mis en contact d'aliment depuis des millénaires à des fins de stockage, notamment via l'usage de tonneaux par les Celtes dans l'Antiquité.
Dans de nombreux pays et en Europe, des lois ou règlements précisent quels sont les bois autorisés ou interdits pour le contact alimentaire, pour tout ou partie des aliments en cours de préparation ou préparés (pour des raisons de sécurité alimentaire, les matériaux et objets mis ou destinés à être mis au contact des denrées alimentaires doivent être inertes vis-à-vis des denrées alimentaires).
En France, la DGCCRF a réuni des experts et élaboré des fiches sur la réglementation et les modalités de contrôle de l'inertie des matériaux pour contact alimentaire. Pour la DGCCRF ; « en l'absence de réglementation spécifique au domaine du bois, les essences prévues par l'arrêté du 15 novembre 1945,, sont admises (sous réserve que le bois ne soit pas moisi ou dégradé, et ne soit pas traité par certains biocides), par extension, pour tout type de contact alimentaire, dans les conditions de contact alimentaire prévues dans cet arrêté » : « pour tout type d'aliments : chêne, charme, châtaignier, frêne, robinier », ; « pour les solides alimentaires : noyer, hêtre, orme, peuplier », ; d'autres essences, « traditionnellement utilisées en France au contact alimentaire et/ou qui ont fait l'objet d'une évaluation, ont été depuis reconnues comme aptes au contact alimentaire pour tout type d'aliments : Sapin, Épicéa, Douglas, Pin maritime, Pin sylvestre, Peuplier, Hêtre, Platane, Tremble, Aulne, Olivier, Bouleau »,.
Un article de revue de 2016 prenant en compte les résultats de travaux menés dans les deux décennies précédentes a malgré certaines idées reçues conclu à l’innocuité de l'usage du bois par rapport aux autres matériaux disponibles tant pour les planches à découper que pour le cerclage de certains fromages (comme le mont d'Or) dans des conditions normales d'hygiène.

## Médias

### Symbolique

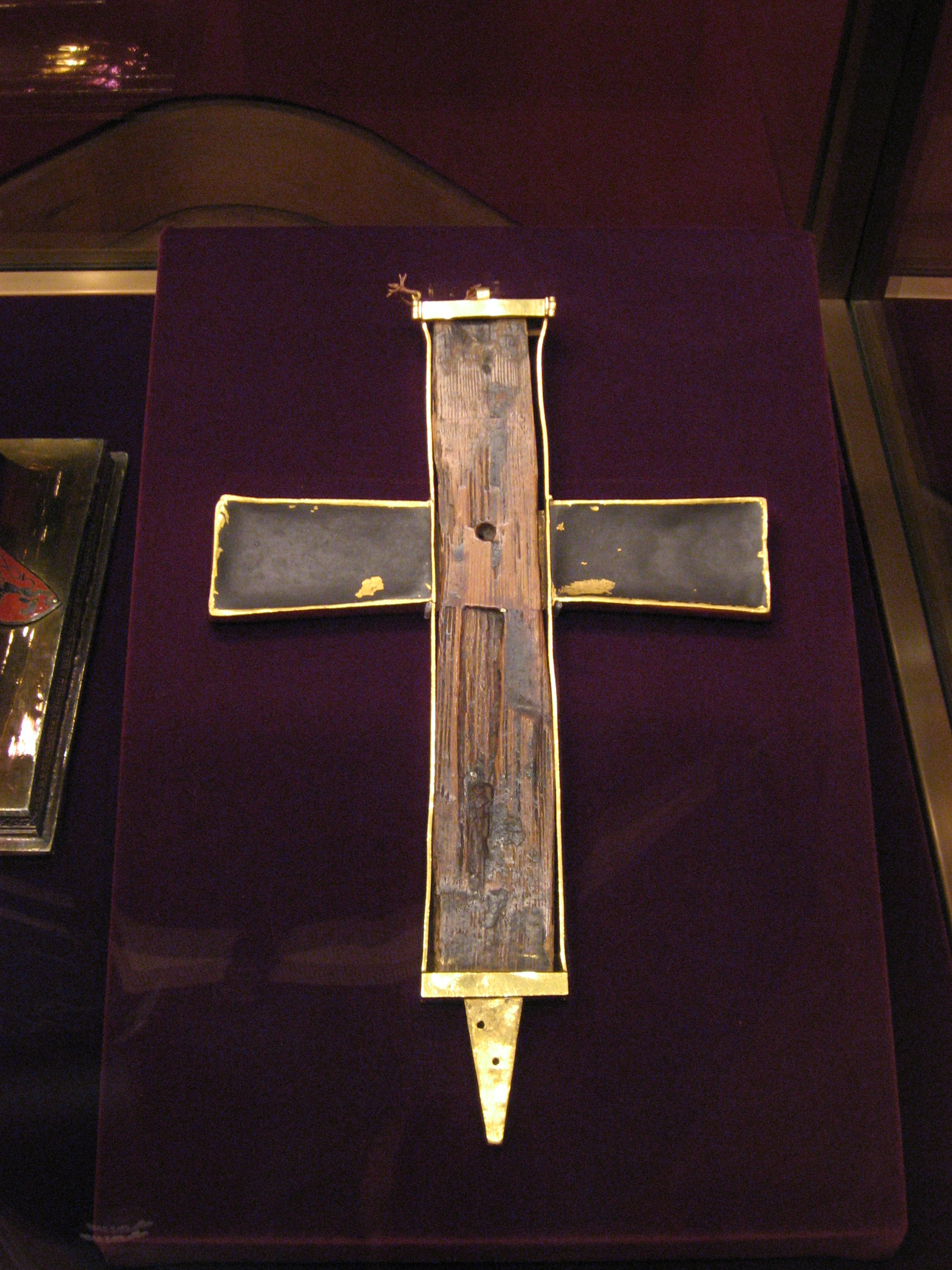
Relique du bois de la Sainte Croix (staurothèque), au Palais Hofburg à Vienne, Autriche.

- Les noces de bois symbolisent les cinq ans de mariage pour les Français.
- Le bois est le 3e niveau dans la progression de la sarbacane sportive.
- Le bois est un des cinq éléments de la philosophie chinoise, associé à l'Est[68].
- Le bois de la Sainte Croix est une relique fondamentale de la Chrétienté car il symbolise l'instrument du salut que le Christ offre aux Hommes à travers sa mort. Il a été retrouvé à Jérusalem par Sainte Hélène. La symbolique du bois de la Sainte Croix est reprise dans de nombreuses représentations artistiques : Piero della Francesca, Giambattista Tiepolo, etc.

### Expressions
Le mot « Bois » est très fréquent dans la toponymie et les noms de famille.
Il est utilisé dans différentes locutions qui en orientent le sens: « trompette de bois » (inaudibles), « heures de bois » (heures non payées), « chèque en bois » (non payable), « rester de bois » (sans réaction), « gueule de bois » (abruti après beuverie), « croix de bois », etc. L'expression « langue de bois » a eu son heure pour décrire la phraséologie stéréotypée soviétique, ou communiste, là où ils étaient au pouvoir, avant d'être élargie au discours politique creux ou faux.
« Bois vert » décrivant la qualité hygrométrique du bois, se retrouve aussi dans des expressions comme « volée de bois vert »; fracture en bois vert décrit une fracture incomplète à la manière d'une branche de bois vert quand on la casse.
Grenant, en 2004, notait que le mot Bois est utilisé par les langues vernaculaires créoles (Caraïbe, Guyane, Réunion) pour désigner de nombreuses espèces ligneuses (arbres et arbustes) dont certaines parties (écorce, feuilles et plus rarement le latex, le bois lui-même, les «tiges», les rameaux feuillus, les racines, les fleurs et/ou les graines) ont une utilité connue, marquant par ce mot « Bois » une opposition aux « herbes » et aux « radiés » (plantes des milieux ouverts en créole guyanais). L'adjectif associé au mot « Bois » peut décrire un goût (ex : Bois amer, Bois doux), une couleur (Bois jaune, Bois noir), une odeur (Bois puant, Bois de senteur), sa rigidité (Bois dur, Bois cassant) ou un aspect (ex : Bois canon) ; une caractéristique marquante (ex : Bois piquant qui nomme plusieurs espèces de Zanthoxylum dont le troncs est garni d'énormes épines) ; Bois d'ortie, qui à la Réunion désigne une espèces buissonnante urticante (en voie de disparition), un usage domestique (ex : Bois à balais, Bois à fumer) ou médicinal (Bois dartres, Bois d'effort, Bois néphrétique ou Bois de demoiselle supposé traiter l'aménorrhée primaire ou secondaire. Le bois jacquot est un arbre dont les fruits sont appréciés des perroquets). Plusieurs Apocynacées sont dits Bois à lait, Bois de lait ou Bois di lait en référence au latex (toxique) qu'elles contiennent).
En Afrique, le Bois bandant est utilisé en cas de dysfonction érectile. En Amérique du Nord, on trouve le Bois à canots (Liriodendron tulipifera), le Bois à enivrer (Piscidia erythrina)
En Europe, Le bois-joli toxique, mais aux fleurs roses précoces à l'odeur délicate a pour synonyme jolibois, verdelet, vert-bois, Daphné bois-gentil, bois-gentil. Le « bois d'oreille » désignait un fragment d'écorce apposé dans le lobe des oreilles des enfants comme exutoire.
Les noms de Bois bénit et de Bois de la Sainte-Croix ont des connotations religieuses claires, alors que le Bois de Sainte-Marthe faitait en réalité référence par son nom au fait qu'il était (autrefois) fréquent dans les forêts de Sainte-Marthe, dans la Sierra Nevada au Mexique .
Le Bois à lardoire (Euonymus europaeus) , le Bois à poudre (Frangula alnus, souvent autrefois fréquent aux abords des poudreries, où le charbon de bois d'aulne était un élément indispensable de la poudre noire , le Bois à quenouille (Viburnum opulus) .

## Galerie
Quelques essences courantes :

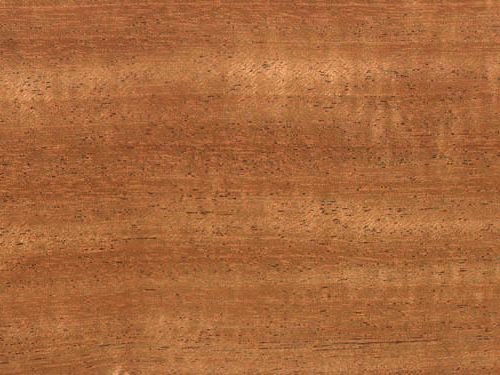
Acajou.
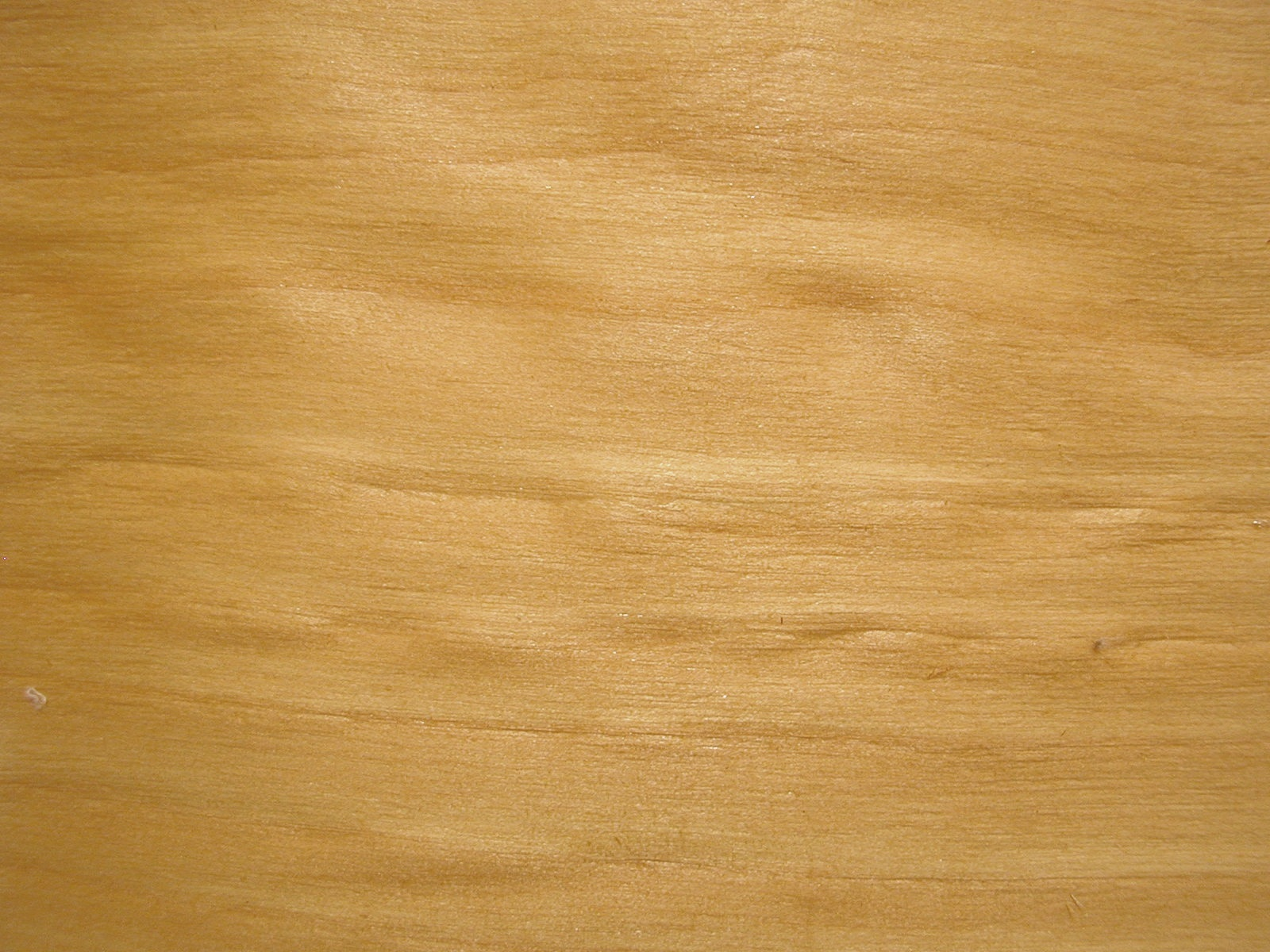
Bouleau.
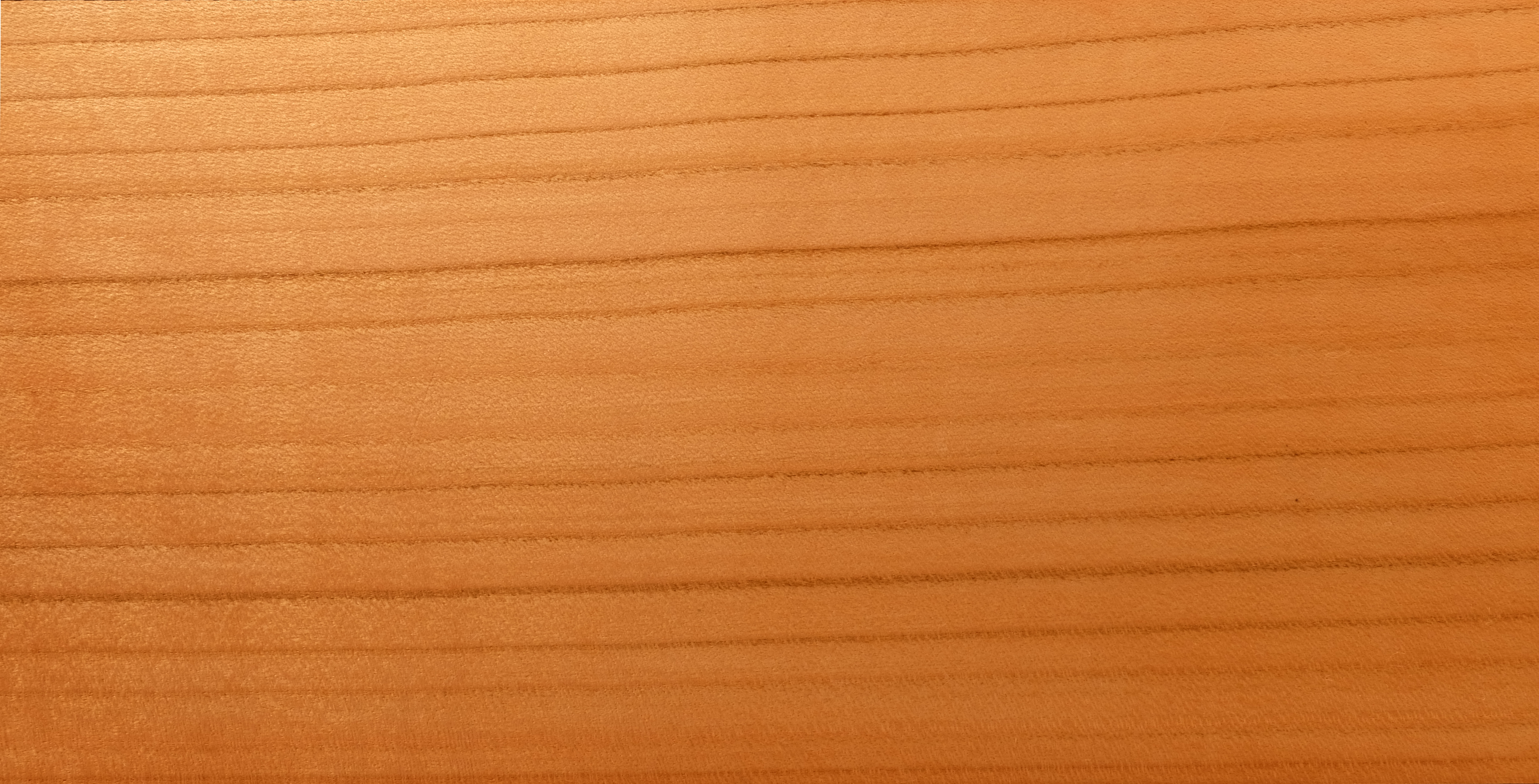
Cerisier.
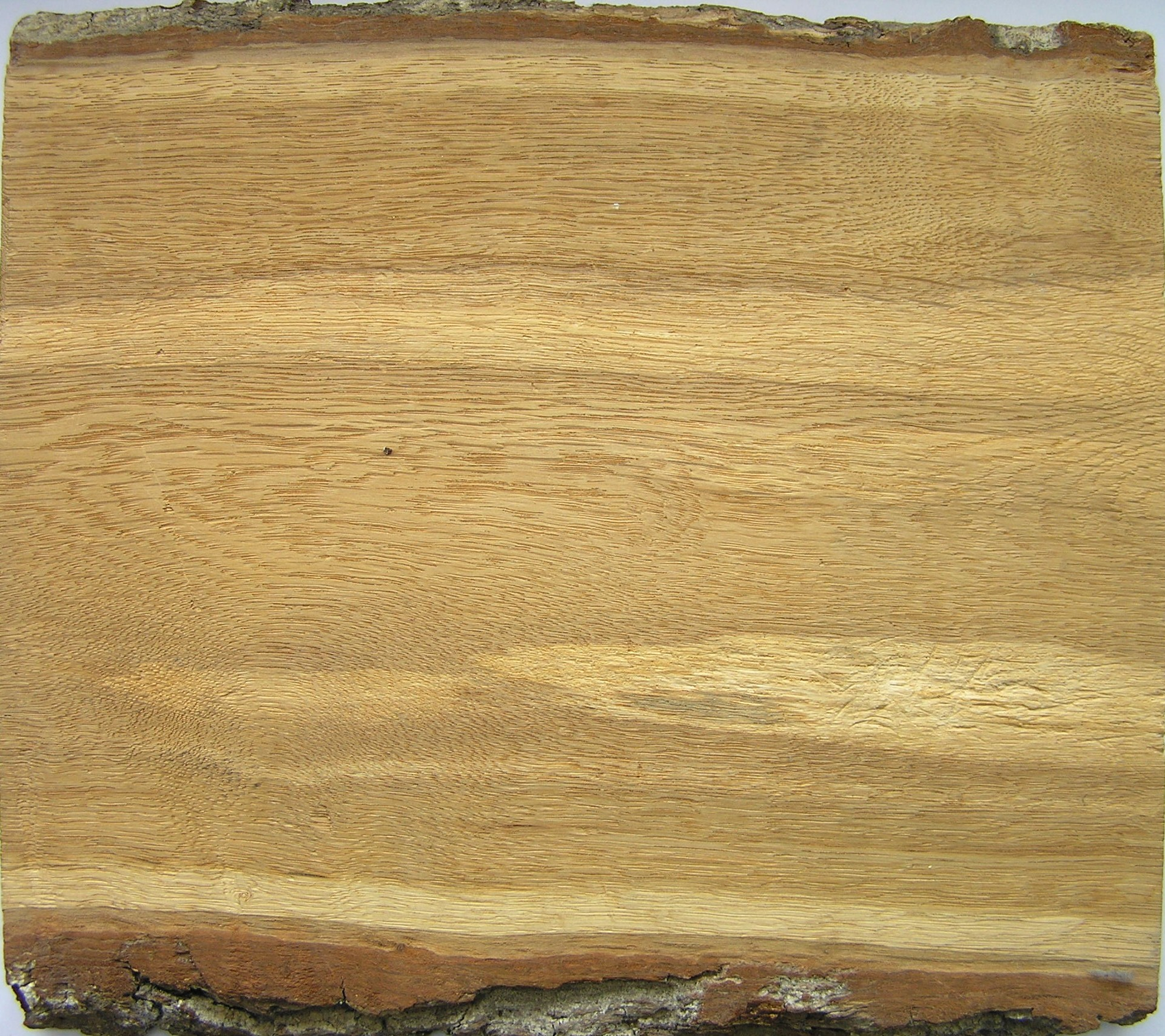
Chêne.
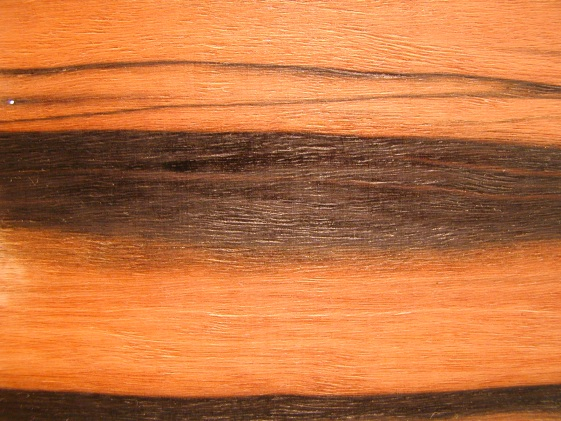
Ébène.
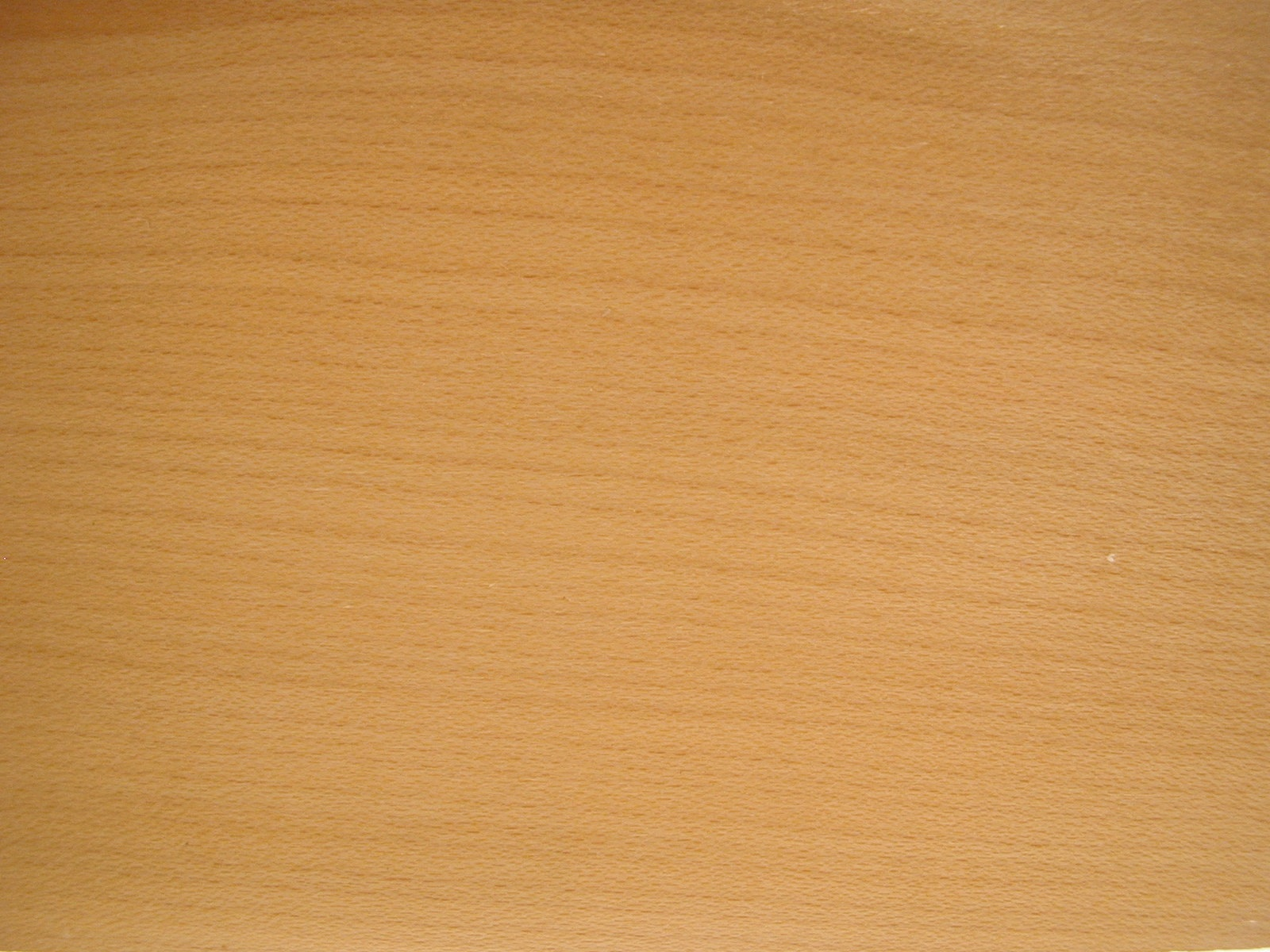
Érable.
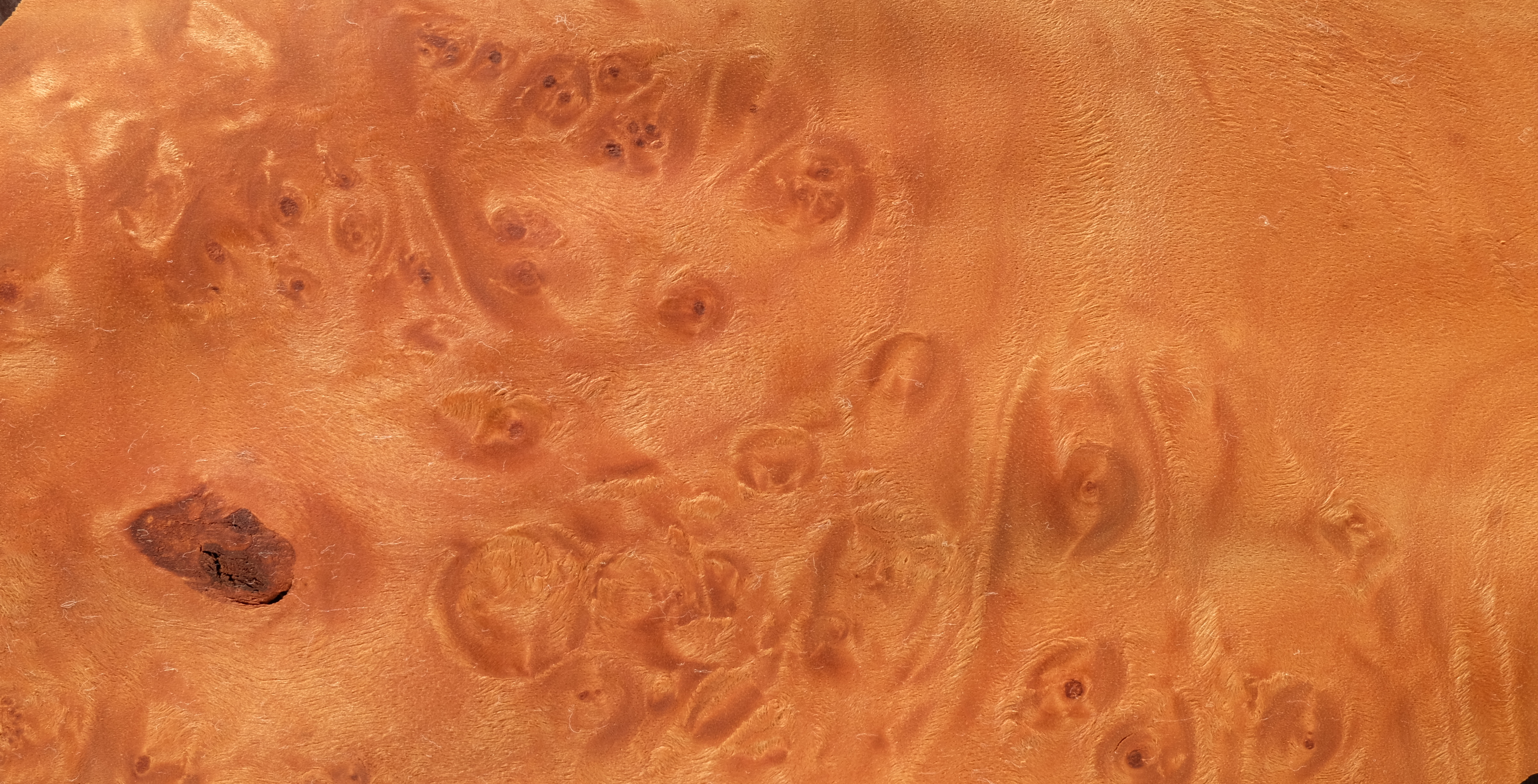
Érable (broussin).
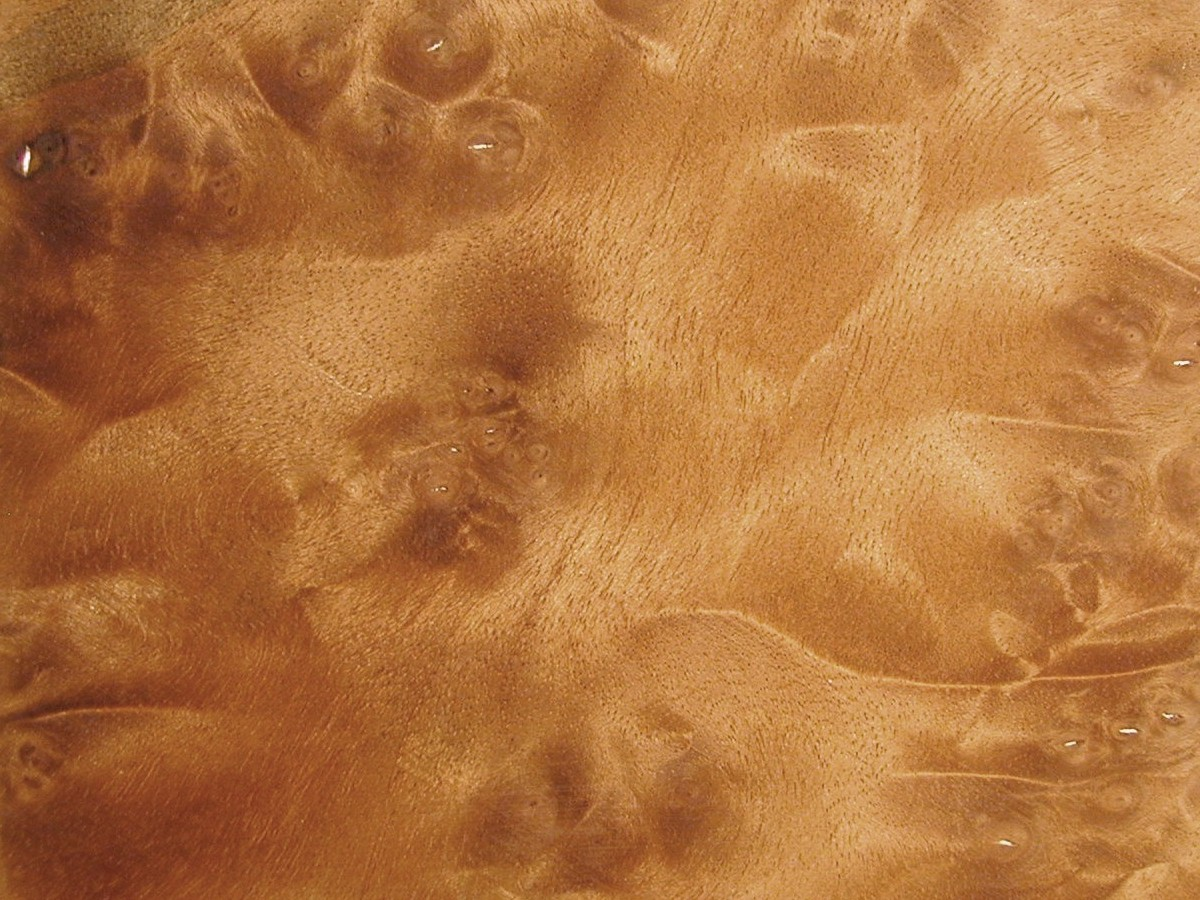
Noyer (loupe).
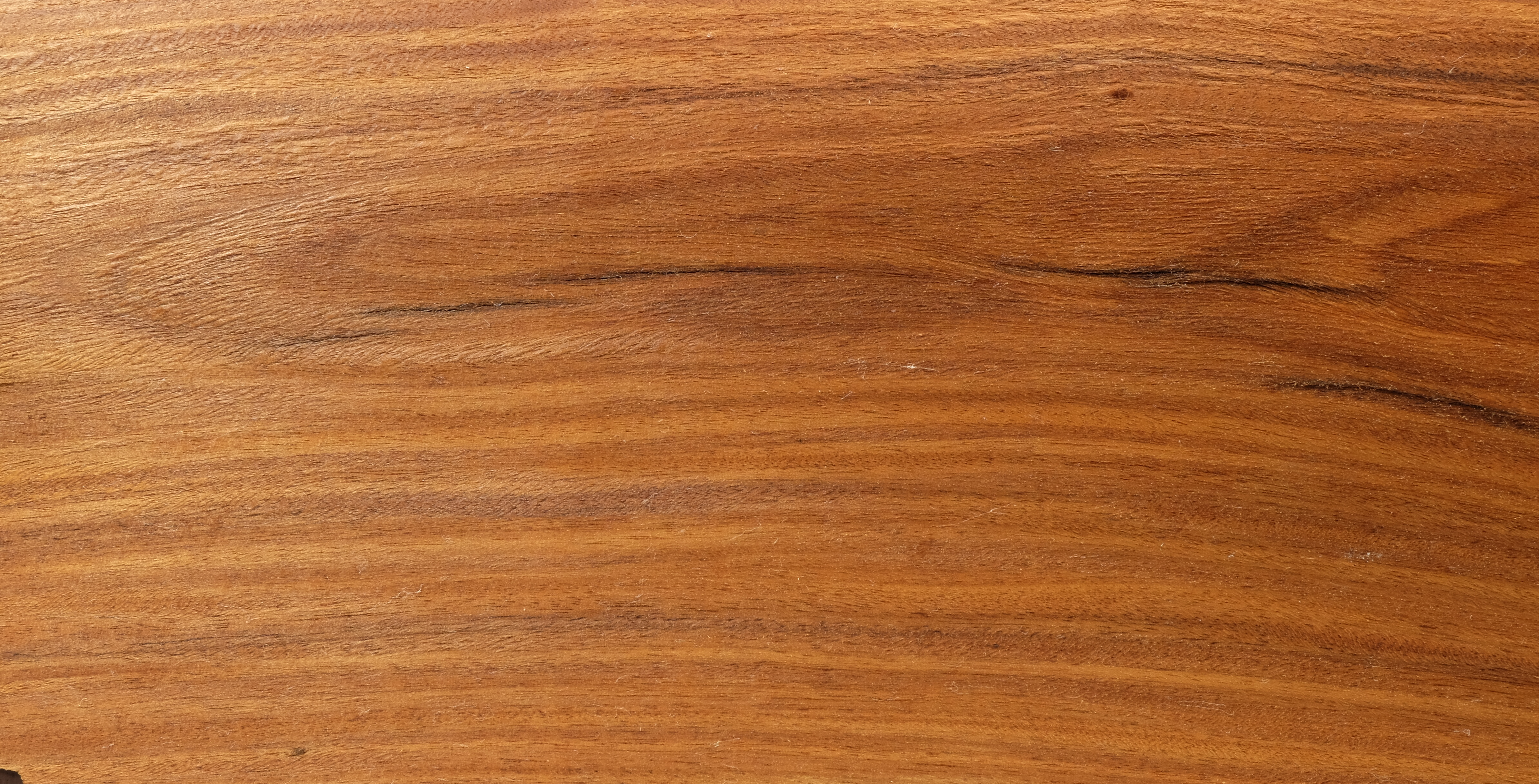
Palissandre.
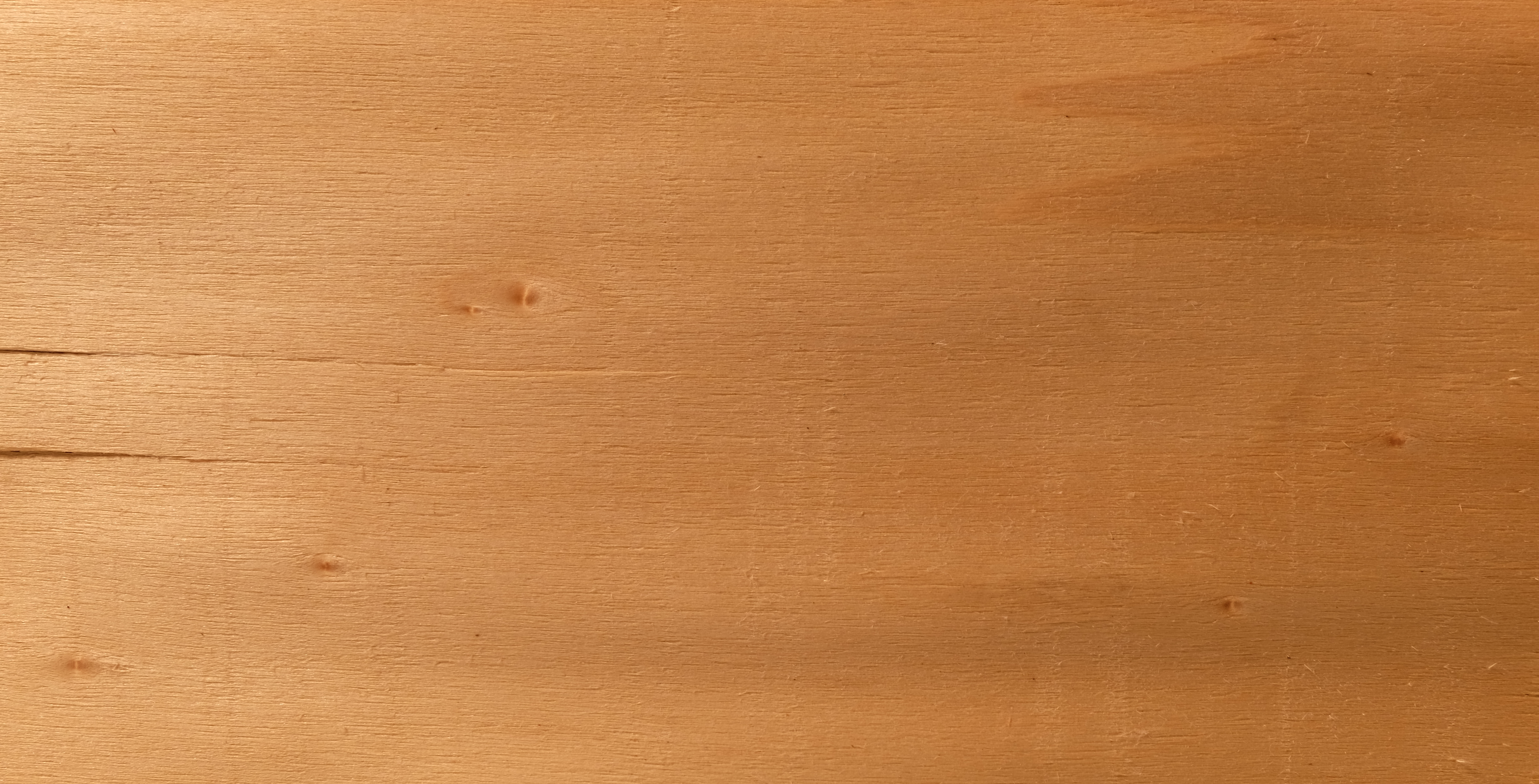
Peuplier.
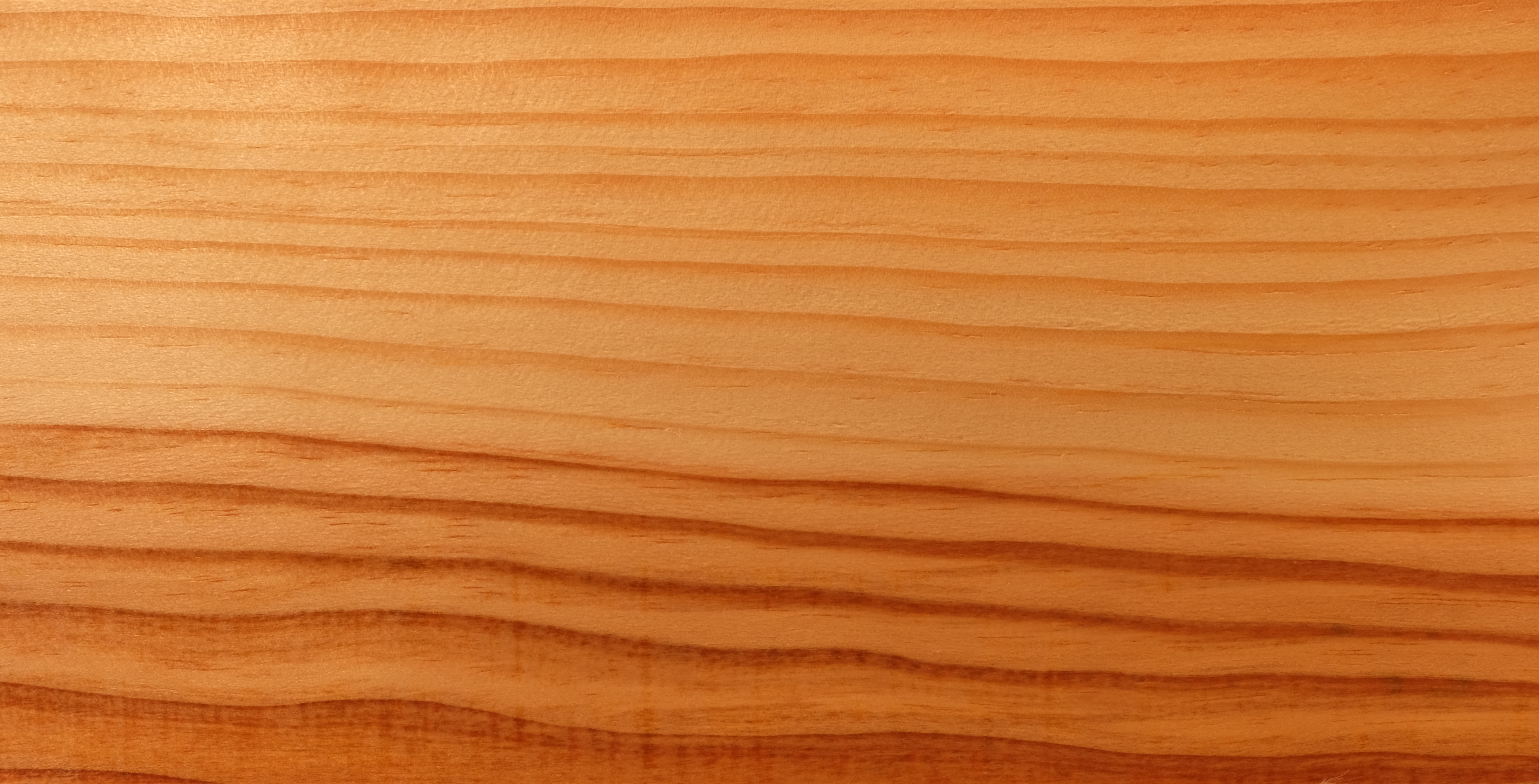
Pin.
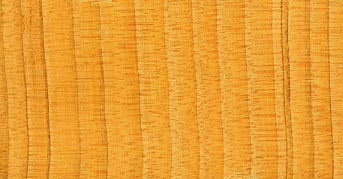
Cèdre.
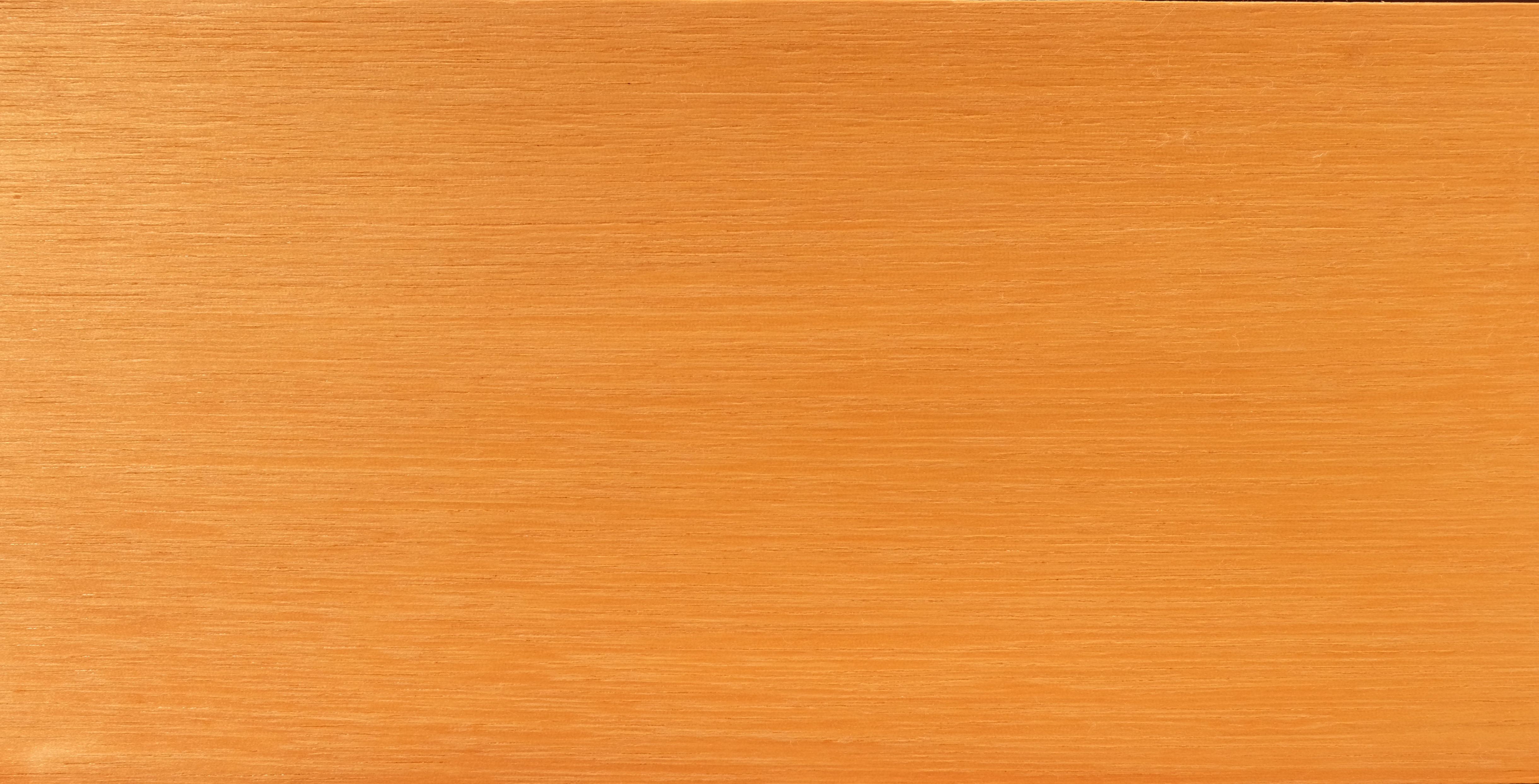
Ramin.
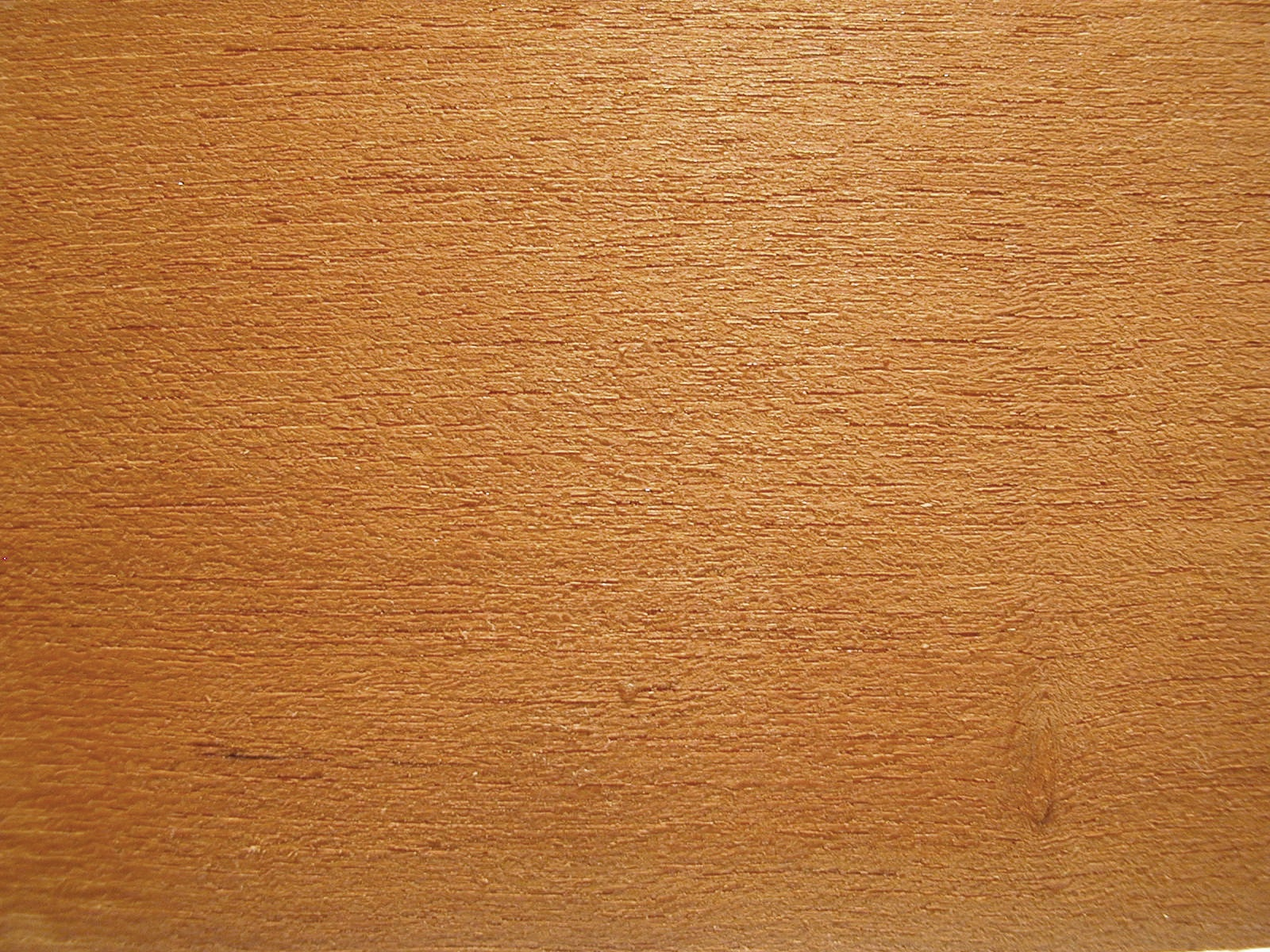
Teck.